# Kasachstan
Kasachstan (kasachisch Қазақстанⓘ Qazaqstan [qɑzɑqˈstɑn], russisch Казахстанⓘ, amtlich Republik Kasachstan, kasachisch Қазақстан Республикасыⓘ Qazaqstan Respublikasy, russisch Республика Казахстан Respublika Kasachstan) ist ein Staat in Zentralasien und Osteuropa. Die Grenze zu Russland ist die einzige Nordgrenze des Landes und über 7600 Kilometer lang, während seine Ostgrenze zur Volksrepublik China eine Länge von fast 1800 Kilometern hat. Im Süden grenzt Kasachstan an Turkmenistan, Usbekistan und Kirgisistan, sowie im Südwesten über eine Seegrenze im Kaspischen Meer an Aserbaidschan. Die gesamte Landesgrenze Kasachstans beträgt 13.200 km. Mit mehr als 2,7 Millionen km² Landesfläche ist Kasachstan der größte Binnenstaat und der neuntgrößte Staat der Welt. Das Land ist landschaftlich vor allem von der Kasachensteppe geprägt und verfügt über große Ölressourcen.
Kasachstan hat etwa 20 Millionen Einwohner, mehrheitlich muslimische Kasachen. Die Hauptstadt ist Astana mit 1,5 Millionen Einwohnern, einwohnerreichste Stadt ist Almaty mit 2,3 Millionen Einwohnern. Weitere wichtige Städte des Landes sind die Millionenstadt Schymkent und Qaraghandy.
Bereits im Altertum bestanden auf dem Gebiet des heutigen Kasachstans verschiedene Reiche. Zwischen dem 6. und 8. Jahrhundert entstand der westliche Teil des Ersten Türk-Kaganats. Im 13. Jahrhundert fielen die Mongolen unter Dschingis Khan ein. Nach der Eroberung durch den Usbeken Timur im 15. Jahrhundert konnten sich die Kasachen wieder vom Usbeken-Khanat trennen und unter einer einheimischen Dschingiskhaniden-Dynastie das Kasachen-Khanat errichten – damit wehrten sich die Kasachen gegen die Einführung des Islam und konnten den überlieferten Traditionen verbunden bleiben. Im 17. und 18. Jahrhundert breitete sich das Dsungarische Khanat aus, bis sich die Kasachen dem russischen Zaren unterstellten. 1925 wurde die Kasachische Autonome Sozialistische Sowjetrepublik gegründet, die seit 1936 als Kasachische SSR eine Unionsrepublik innerhalb der Sowjetunion bildete.
Nach dem Zerfall der Sowjetunion erklärte sich das Land am 16. Dezember 1991 als Republik Kasachstan unabhängig. Kasachstan ist Vollmitglied in der Gemeinschaft Unabhängiger Staaten. Die Präsidialrepublik wurde von 1991 bis 2019 von Nursultan Nasarbajew regiert. Das zu den Turksprachen zählende Kasachisch und das den slawischen Sprachen zugehörige Russisch wurden mit der Unabhängigkeit zu Amtssprachen erklärt und die bisherige Hauptstadt Alma-Ata in Almaty umbenannt. 1997 wurde der Regierungs- und Parlamentssitz nach Aqmola verlegt. Die Stadt wurde als offizielle Hauptstadt proklamiert und ein Jahr später in Astana („Hauptstadt“) umbenannt; dieser Name wurde 2019 nach dem Vornamen des vorherigen Staatspräsidenten in Nur-Sultan und am 17. September 2022 wieder in Astana geändert.
Kasachstan wird autoritär regiert, Korruption ist weit verbreitet. Die Menschenrechtslage gilt als kritisch, so ist zum Beispiel die Meinungsfreiheit stark eingeschränkt. 2022 kam es erstmals zu größeren Protesten gegen die Regierung, die gewaltsam niedergeschlagen wurden. Seitdem hat Präsident Qassym-Schomart Toqajew ein vorsichtiges Reformprogramm begonnen, das zu mehr Pluralismus führen und das Land an westliche Länder annähern soll.

## Geographie

### Ausdehnung und Grenzen
Kasachstan liegt größtenteils in Zentralasien. Definiert man die innereurasische Grenze gemäß der Grenzziehung von Strahlenberg, würden etwa 5,4 % der Landesfläche dem äußersten Osteuropa zugerechnet.
Kasachstan ist mit einer Fläche von 2.724.900 Quadratkilometern das neuntgrößte Land der Erde und außerdem der größte Binnenstaat. Er liegt etwa in der Mitte Eurasiens und zieht sich von der Ebene der Wolga im Westen bis zum Altai-Gebirge im Osten. Dabei gehören 5 % der Fläche, geographisch betrachtet, zu Europa. Die südliche Begrenzung bilden der Tian-Schan-Gebirgszug, die Flussebene des Syr Darja (Jaxartes der Antike), der Aralsee und die Kysylkum-Wüste. Nach Norden reicht Kasachstan ohne natürliche Begrenzung in das Ural-Gebiet und das Westsibirische Tiefland hinein. Der größte Teil des Landes besteht aus Ebenen (Steppe und Wüste), im Nordwesten liegt das Mugodschar-Gebirge, im Zentrum die Kasachische Schwelle, während sich im Südosten Berge des Tian-Schan bis zu 7010 Meter Höhe erheben.
Kasachstan besitzt im Norden eine 7644 Kilometer lange Grenze mit Russland. Diese bildet die weltweit zweitlängste Landgrenze zwischen zwei Staaten. Im Osten trifft das kasachische Hoheitsgebiet auf die Volksrepublik China (1765 Kilometer), weiter südlich auf die zentralasiatischen Staaten Kirgisistan (1212 Kilometer), Usbekistan (2330 Kilometer inkl. des 230 km über den Aralsee verlaufenden Grenzabschnitts) und auf Turkmenistan (413 Kilometer). Die Gesamtlänge der Landesgrenzen einschließlich der Küstenlinie am Kaspischen Meer (bislang pseudo-internationaler Gewässer-Status) beträgt 13.364 Kilometer.
Die kasachischen Küstenlinien am nördlichen Ufergebiet des Aralsees – der zunehmend austrocknet – sind 1070 Kilometer und am Kaspischen Meer 1894 Kilometer lang.

### Landschaft

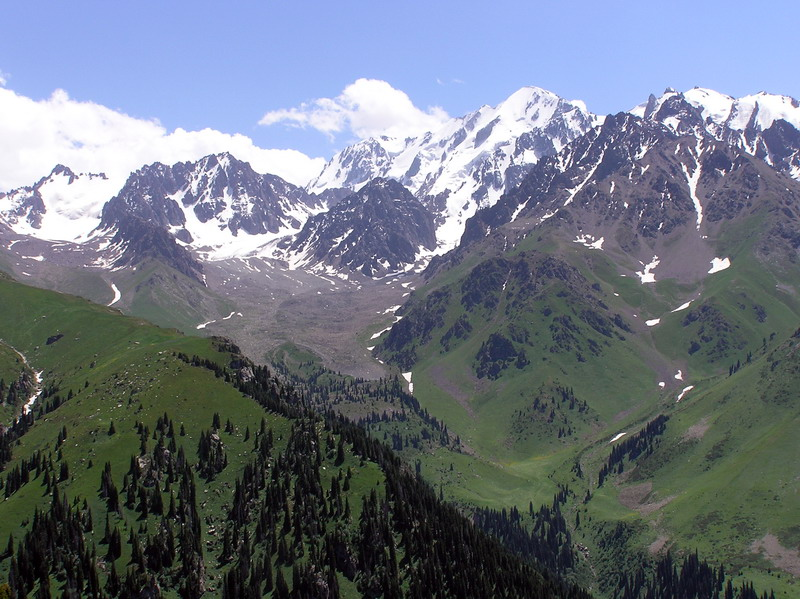
Der Berg Pik Talgar

Das Relief von Kasachstan ist vielfältig, wobei allerdings der größte Teil des Territoriums aus Ebenen, niedrigen Bergen und Hügeln besteht. Der Westen des Landes wird von der Kaspischen Senke geprägt, ein meist sumpfiges Gebiet unterhalb des Meeresspiegels, das im Osten in das Ustjurt-Plateau übergeht. Westlich dieses Plateaus, auf der Mangghystau-Halbinsel, befindet sich die tiefste Stelle Kasachstans, die Karagije-Senke (132 Meter unter dem Meeresspiegel).
Von Osten wird die Kaspische Senke durch den südlichen Ausläufer des Ural-Gebirges begrenzt, das bis 656 Meter hohe Mugodschar-Gebirge. Weiter südöstlich liegt um den Aralsee die Turanische Senke, die auch die größten Wüsten des Landes mit einschließt, die Kysylkum sowie die Aralkum. Im Zentrum von Kasachstan befindet sich die Kasachische Schwelle (kasachisch Saryarka), ein von Steppen und Halbwüsten geprägtes Gebiet mit vielen mittelgroßen (500 bis 1547 m) Bergen und Gebirgen wie dem Ulutau, dem Kökschetau oder dem Karkaraly. Im Nordwesten wird die Kasachische Schwelle vom Turgai-Plateau und im Norden von der Westsibirischen Ebene begrenzt. In diesen Regionen wird die Landschaft von fruchtbaren Steppen und Waldsteppen mit vielen Seen und Flüssen geprägt. Im Osten der Republik befinden sich die mit Wäldern bedeckten Gebirgsketten des Altai mit dem höchsten Berg der Region, Belucha (4506 Meter), die Sibirien von den mittelasiatischen Wüsten trennen.
Südlich der Kasachischen Schwelle liegt die Hungersteppe (kasachisch Betpak-Dala). Noch weiter südlich dieser Steppe und des Balchaschsees liegt ein Gürtel von Wüsten, Mujunkum, und das in der Vergangenheit fruchtbare Siebenstromland. Ganz im Süden Kasachstans, an den Grenzen zu China und Kirgisistan, liegen Hochgebirge wie das Dsungarische Alatau, das Qaratau und vor allem das Tian Shan (chinesisch „Himmelsgebirge“); letzteres ist eine der höchsten Gebirgsketten der Erde. Die teils von Wäldern und insbesondere von Gletschern bedeckten Gebirge erreichen im benachbarten Kirgisistan 7439 m Höhe. Der höchste Berg Kasachstans ist der Khan Tengri (7010 Meter), im äußersten Südosten gelegen.

### Flora und Fauna

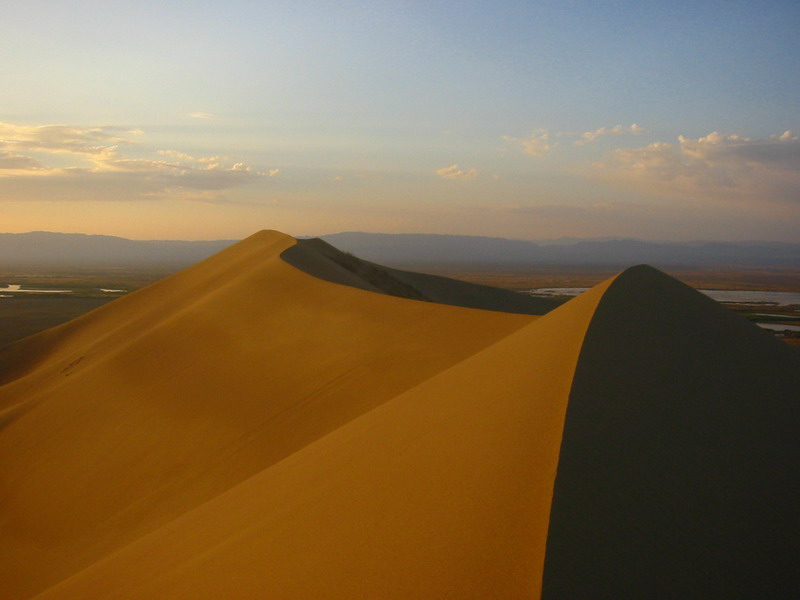
Die „Singende Düne“ im Altyn-Emel-Nationalpark

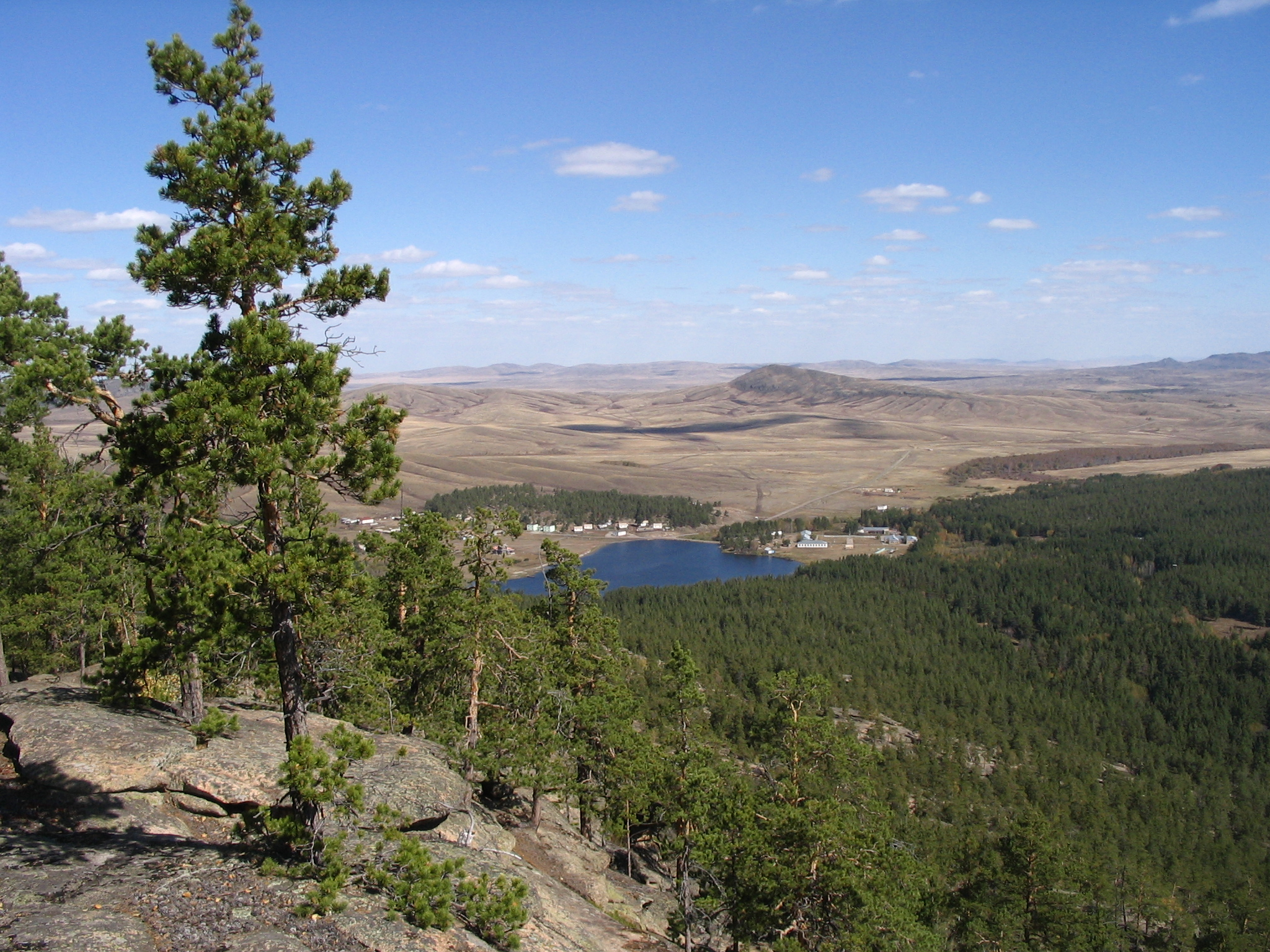
Der Qarqaraly-Nationalpark bei Qarqaraly im Gebiet Qaraghandy

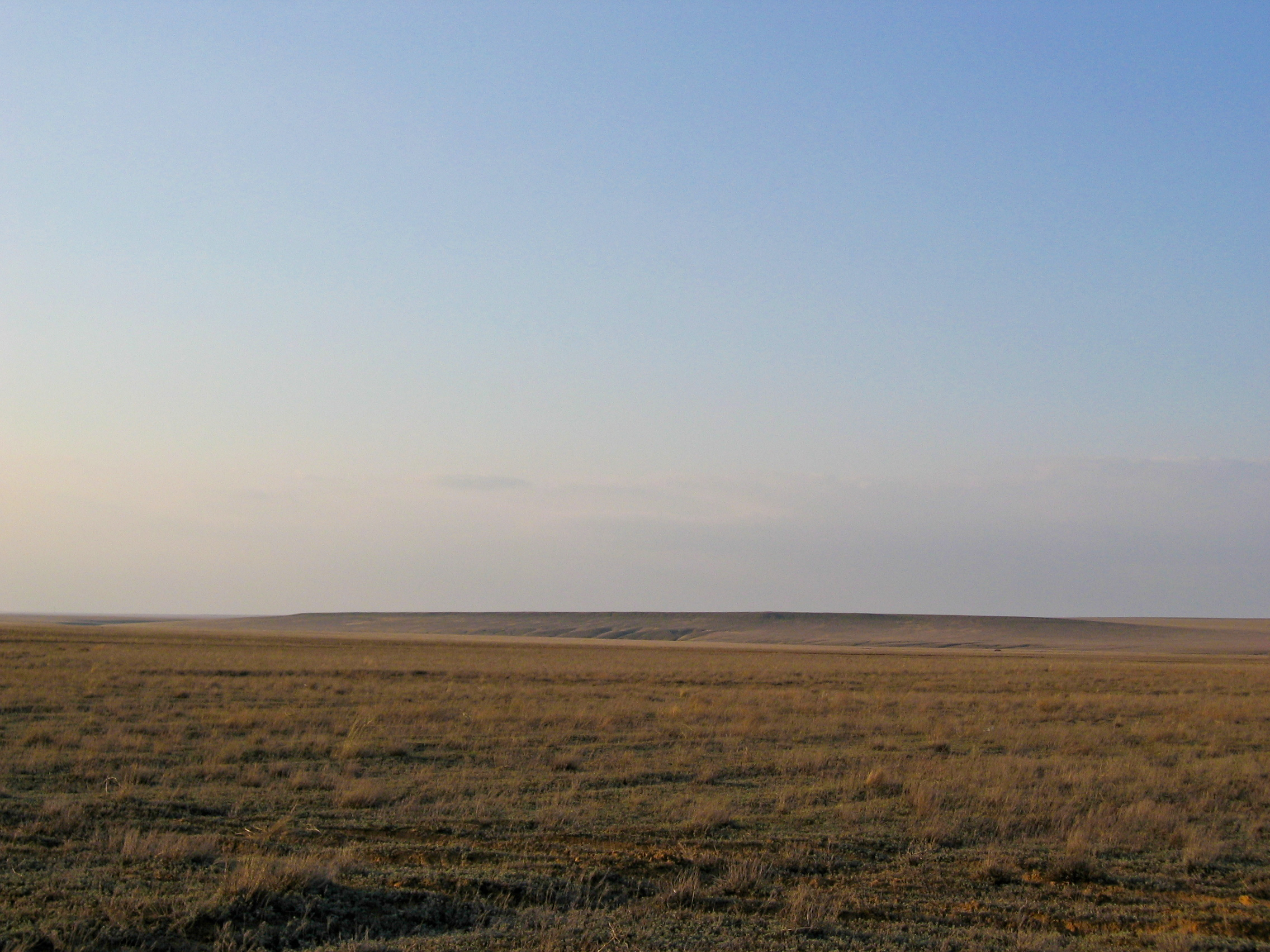
Steppe im Westen Kasachstans

Wegen seiner Größe und der Ausdehnung über viele Naturzonen besitzt Kasachstan eine ausgesprochen artenreiche Flora und Fauna. Die vielfältigen Naturschätze werden in 16 kasachischen Nationalparks und Naturschutzgebieten geschützt.
Im Norden, wo die Steppen und Waldsteppen vorherrschen, die zusammen 28,5 % der Fläche Kasachstans ausmachen, wachsen viele Getreidepflanzen und Gräser, besonders häufig in Steppen sind Federgräser. Auch viele medizinisch nützliche Pflanzen kommen vor, so etwa Adonisröschen (Adonis), Johanniskräuter (Hypericum) und Baldriane (Valeriana). Sehr verbreitet ist Wermut. In den Wald-„Inseln“ wachsen Birken, Espen, Weiden, Johannisbeersträucher; weiter westlich Fichten; nach Westen hin Eiche und Linde. In den Wäldern gibt es viele Beeren. Die typischen Bewohner dieser Zone sind Nagetiere wie Zieselmaus, Murmeltiere, Springmäuse, Eichhörnchen. Es gibt aber auch viele Hasen, Hermeline, Dachse, Wölfe und Füchse. In den Wäldern leben vereinzelt Wildschweine, Wapitis und Rehe, in der Steppe die seltene und geschützte Saiga-Antilope. Vögel gibt es besonders viele, auch Wasservögel, da es in dieser Region über 1500 Seen gibt, unter anderem Schwäne, Adler, Trappen (diese sind die größten Vögel Kasachstans, sie erreichen bis zu 16 Kilogramm Gewicht), Geier, Kraniche, Reiher, Enten, Gänse, Waldhühner, Spechte, Lerchen und viele andere.
Über 14 % des Territoriums erstrecken sich Halbwüsten. Hier trifft man auf deutlich geringeren Artenreichtum als in den Steppen. Besonders häufig sind Wermut, Kamillen und Federgräser. Auch Hasen, Zieselmäuse und Springmäuse kann man hier noch finden, man trifft vielfach auf Wölfe und Korsak-Füchse, etwas seltener auf Saiga und Kropfgazelle. Es gibt viele Arten von Eidechsen und Schlangen.
Als Naturraum am weitesten verbreitet sind in Kasachstan die Wüsten. Hier wachsen nur trockene, kleinwüchsige Pflanzen mit langen Wurzeln. Riedgras, Wüstenfedergras und Wermut sind die häufigsten. Im Sommer verbrennen die meisten Pflanzen an der Sonne. Ziemlich verbreitet sind Sträucher, besonders Saxaul. Große Tiere gibt es in der Wüste eher selten. Häufiger sind Huftiere wie Kropfgazellen oder Saigas oder Wildschweine, die nahe den Wasserquellen leben. Noch seltener sind Wölfe und Rohrkatzen. Asiatische Wildesel kommen beispielsweise im Altyn-Emel-Nationalpark und im Barsa Kelmes-Naturreservat vor. In einigen Flusswäldern innerhalb der Trockengebiete kommt der bedrohte Bucharahirsch vor, der einst die Hauptbeute des ausgestorbenen Kaspischen Tigers darstellte. Kleinere Tiere wie Igel, Schildkröten, Springmäuse können sich an die extremen Bedingungen besser anpassen. In der Wüste überall verbreitet sind Reptilien wie verschiedene Agamen und einige Schlangenarten; insgesamt kommen in Kasachstan etwa 50 bis 60 verschiedene Reptilienarten vor. Auch Skorpione gehören zu der in Kasachstan lebenden Fauna.
In den riesigen Bergen des Tian-Schan, die meist von Fichtenwäldern bedeckt sind, trifft man gegenwärtig noch auf den Schneeleoparden – eines der Nationalsymbole Kasachstans. Stabile Populationen dieser Katze findet man allerdings nur noch in den Naturreservaten Aksu-Jabagly und Almaty. Auch der Luchs ist weit verbreitet, und im Altai gibt es zahlreiche Bären. Weiter südlich kommt der Tienschan-Braunbär vor. Beide Gebirge sind zudem Heimat von Sibirischen Steinböcken und Riesenwildschafen. In den südwestlichen Bergsteppen leben Steppenwildschafe.
Einer Verbindung vom Nordpolarmeer bis zum Kaspischen Meer vor der letzten Eiszeit ist zu verdanken, dass am Kaspischen Meer noch heute große Robbenkolonien vorzufinden sind. Die Kaspische Robbe ist neben der Baikalrobbe die einzige Binnenrobbenart.

### Naturressourcen

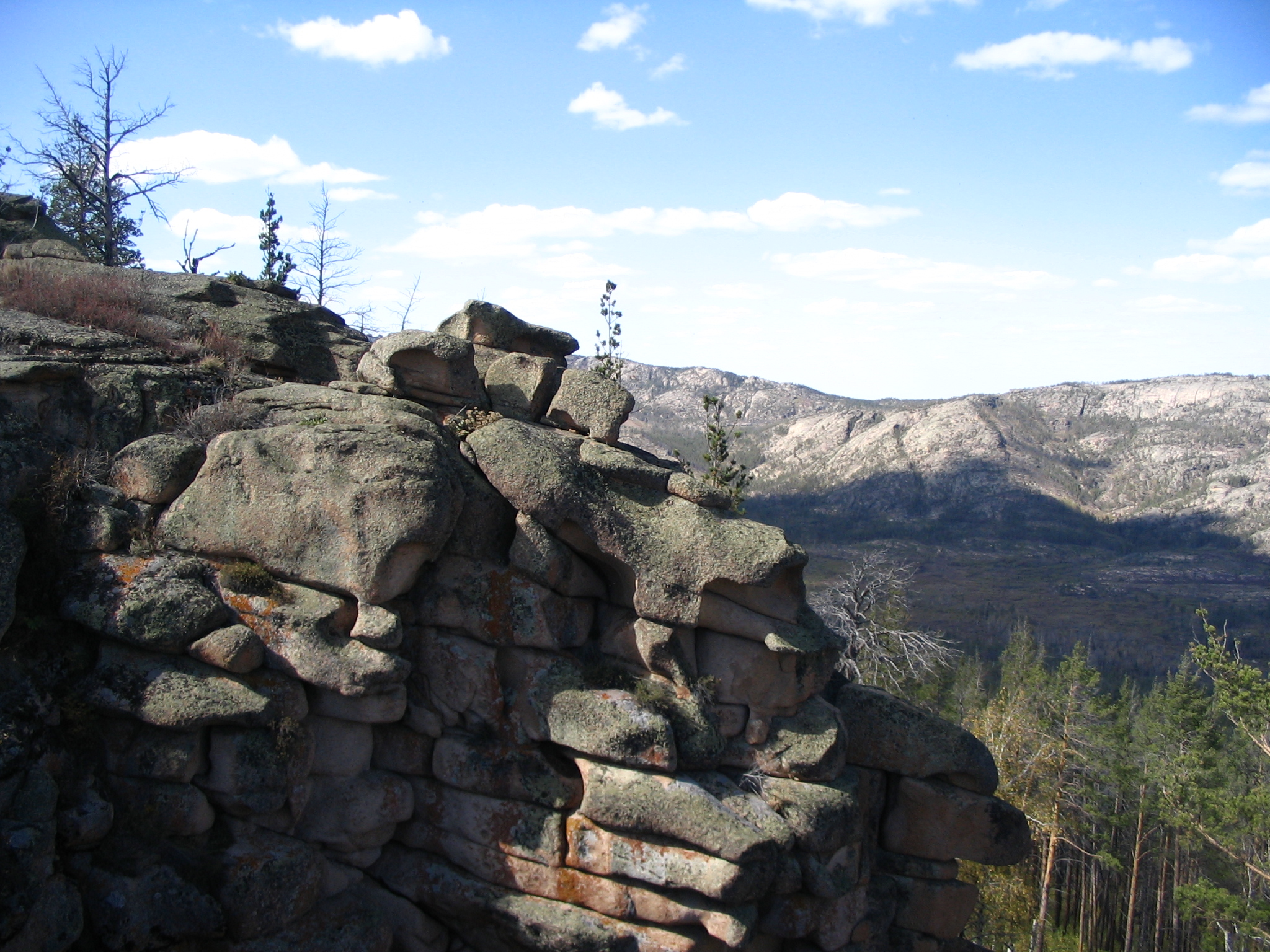
Qarqaraly-Naturschutzgebiet bei Qarqaraly in der Nähe von Qaraghandy

Kasachstan ist eines der rohstoffreichsten Länder der Erde.
Um das Kaspische Meer liegen große Erdöl- und Erdgasfelder, die fast den gesamten Westen des Landes einschließen, besonders die Gebiete von Mangghystau, Atyrau und Aqtöbe. Bedeutendste Quellen sind Makat, Dossor, Usen, Karazhanbas, Karatschaganak. Es werden außerdem Erdölvorkommen um den Aralsee vermutet. Weitere, ärmere Erdöl- und Gasfelder gibt es im Süden des Landes, in den Gebieten von Taras, Schymkent, Schesqasghan und Qysylorda.
Ein weltweit bedeutendes Steinkohlevorkommen ist das Becken von Qaraghandy. Die Region Qaraghandy war eine der wichtigsten Kohlelieferanten in der Sowjetunion. Auch die Becken von Ekibastus und Astana sind längst noch nicht ausgeschöpft.
Im Gebiet von Qostanai befinden sich reiche Eisenerzvorkommen. Um Schesqasghan und Balqasch liegen die bedeutendsten Kupfervorkommen des Landes, und in den Altai-Bergen wird Gold gewonnen. Ergiebige Manganvorkommen existieren um Atassu und Schesdy nahe Schesqasghan. Im Gebiet von Aqtöbe liegt Nickel unter der Erde.
Etwa 200 Kilometer südwestlich von Qostanai liegt die einst schöne Stadt Schitiqara (Dschetygara). Das Gold liegt hier buchstäblich unter den Häusern. Viele wurden abgerissen, um an das Gold zu gelangen.
Kasachstan nimmt weltweit den ersten Platz an Vorkommen folgender Rohstoffe ein: Chrom, Vanadium, Wismut, Fluor. Einen der führenden Plätze hat Kasachstan bei den Vorkommen von Uran, Eisen, Kupfer, Kohle, Cobalt, Wolfram, Blei, Zink und Molybdän. Bei der Uranprospektion wurden auch Opale gefunden.

### Gewässer

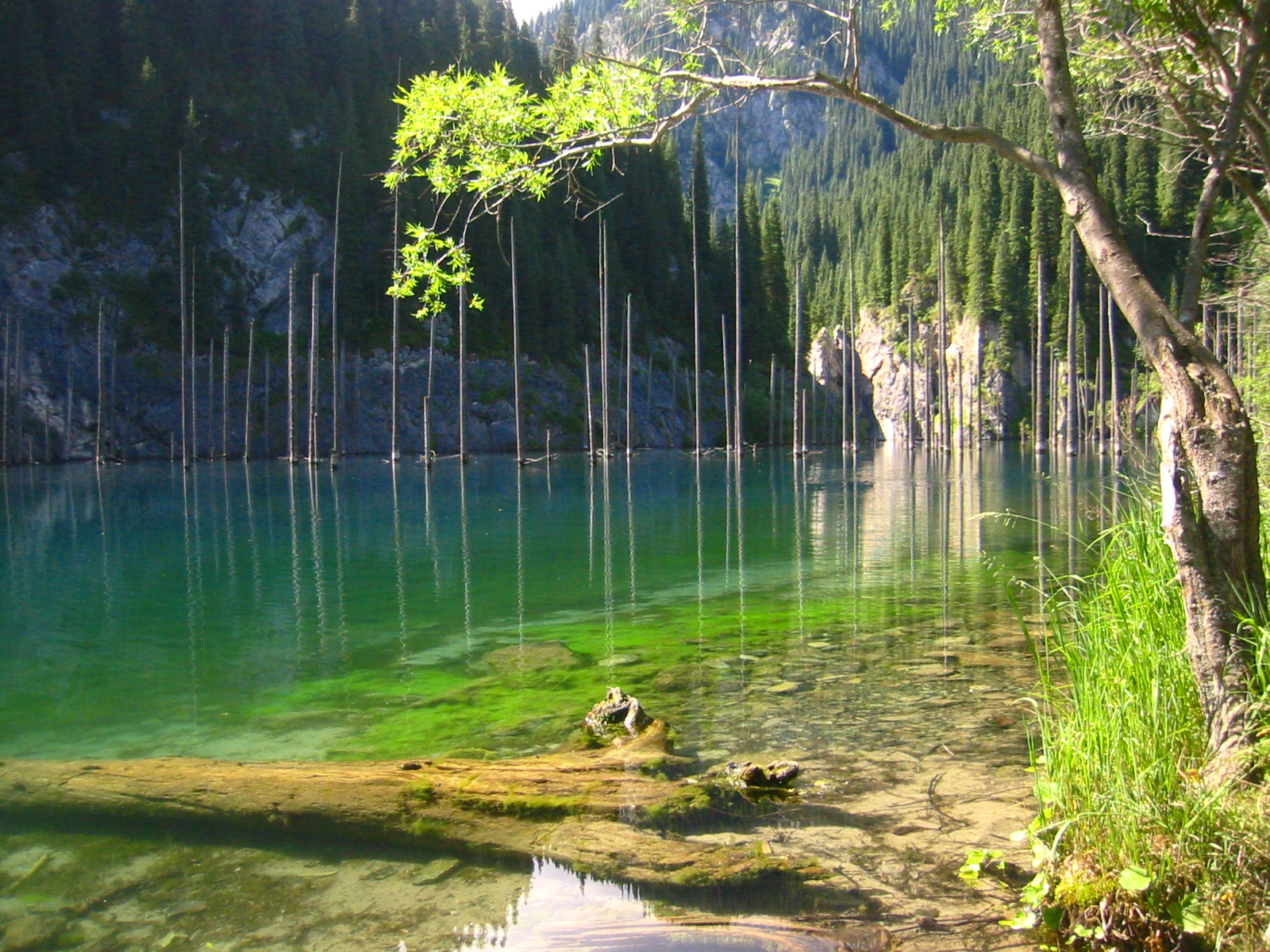
Der Kaindysee im Südosten Kasachstans

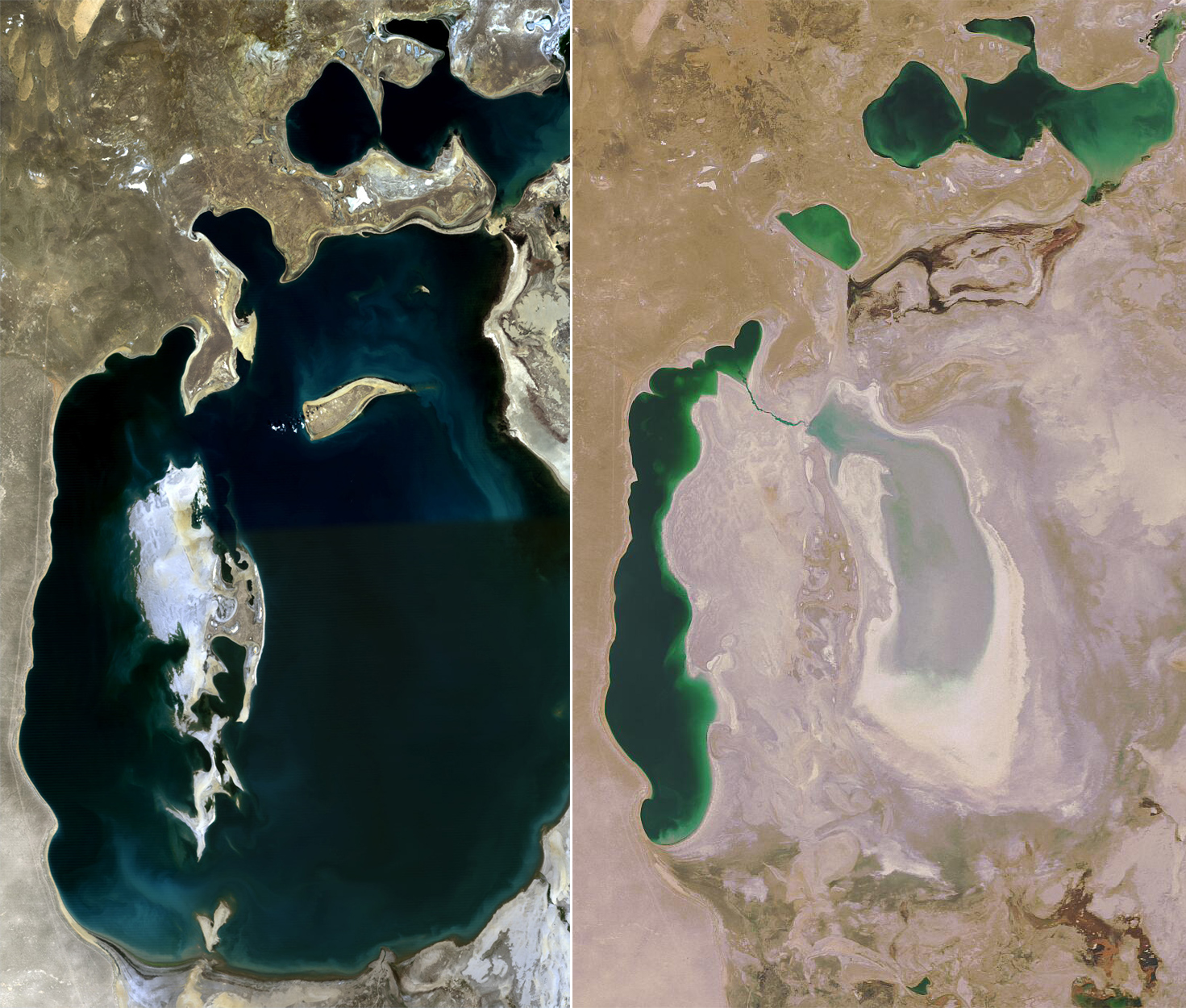
Der Aralsee im Jahr 1989 und 2008

In Kasachstan gibt es einige bedeutende Flüsse, die schiffbar sind. Sie alle fließen in den Randregionen des Landes, im zentralen Teil dagegen gibt es fast ausschließlich abflusslose Steppenflüsse, die im Hochsommer häufig austrocknen.
Die längsten Flüsse Kasachstans sind Irtysch (4473 Kilometer, davon 1700 Kilometer in Kasachstan), Syrdarja (2212/1400 Kilometer), Schajyq (russisch und deutsch Ural) (2428/1100 Kilometer) und Ili (1001/815 Kilometer). Weitere wichtige Flüsse sind Ischim, Tobol, Emba, Sarysu (der längste abflusslose Steppenfluss), Tschüi, und Nura. Irtysch und Nura verbindet der bedeutendste Kanal des Landes: der Irtysch-Qaraghandy-Kanal (500 Kilometer).
Kasachstan ist reich an Seen, besonders im Norden des Landes. Im ganzen Land gibt es etwa 48.000 große und kleine Seen, die mehrheitlich Salzseen sind. Der größte See Kasachstans ist das Kaspische Meer, das rund 371.000 Quadratkilometer groß ist, etwa ein Viertel seiner Fläche entfällt auf Kasachstan. Der See verfügt über reiche Naturreserven, beispielsweise in Form von Fischen; hier lebt auch die artengeschützte Kaspische Robbe.
Der zweitgrößte See ist der Aralsee, der auszutrocknen droht. Dieser Prozess dauert seit 1975 an und hat bereits zu nachhaltigen Schäden an Mensch und Natur geführt. Es wird auch darauf zurückgeführt, dass Usbekistan über Jahre hinweg große Wassermengen für den Baumwollanbau abführte. Inzwischen hat sich der See in drei Teile aufgeteilt. Soweit bekannt, hat sich die Verkleinerung der Wasseroberfläche in den letzten Jahren stark verlangsamt.
Der Balchaschsee zählt ebenso zu den weltweit bedeutendsten Seen. Er ist 18.428 Quadratkilometer groß und 620 Kilometer lang. Er gehört vollständig zu Kasachstan. Zu den Besonderheiten Balchaschs zählt, dass er als einziger See der Erde zur Hälfte aus Süß- und zur anderen Hälfte aus Salzwasser besteht.
In den Bergen des Altai liegt der naturreiche Saissansee. Weitere größere Seen Kasachstans sind der Siletinizsee im Norden, der Tengiz- und der Karakojynsee im Zentrum und der Alakol-See im Südosten des Landes. Touristisch bedeutend sind die prächtigen Seen von Burabai (Borowoje) und Markakol.
Die größten Stauseen sind der Qapschaghai, Buchtarma und Schardara.

### Klima
Das Klima Kasachstans ist kontinental geprägt, das heißt nach kalten Wintern mit bis zu −40 Grad Celsius folgen direkt heiße lange Sommer mit über +40 Grad Celsius.
Wüsten bedecken etwa 44 % der Fläche Kasachstans. Es sind in der Regel Sandwüsten und Kieswüsten.

### Verwaltungsgliederung
Kasachstan ist ein in 17 Gebiete (Regionen, kasachisch Oblys, Mehrzahl Oblystar) und drei Städte mit Sonderstatus (Stadt republikweiter Bedeutung, kasach. Республикалық маңызы бар қала Republikalyq mangysy bar qala) gegliederter Staat. Diese subnationalen Einheiten sind nochmals in Kreise gegliedert.
Die letzte Änderung der Gebietsgrenzen erfolgte durch das Präsidialdekret Nr. 887 vom 3. Mai 2022, das am 8. Juni 2022 Gültigkeit erlangte. Dabei wurden drei neue Gebiete geschaffen: Abai aus Teilen Ostkasachstans, Ulytau aus Teilen Qaraghandys und Schetissu aus Teilen Almatys.
| Gebiet         | Hauptstadt   | Fläche in km² | Einwohner (1. Januar 2025) |
| -------------- | ------------ | ------------- | -------------------------- |
| Abai           | Semei        |               | 610.189                    |
| Almaty         | Qonajew      | 223.911       | 1.560.377                  |
| Aqmola         | Kökschetau   | 146.219       | 787.778                    |
| Aqtöbe         | Aqtöbe       | 300.629       | 949.601                    |
| Atyrau         | Atyrau       | 118.631       | 710.876                    |
| Mangghystau    | Aqtau        | 165.642       | 805.363                    |
| Nordkasachstan | Petropawl    | 97.993        | 522.167                    |
| Ostkasachstan  | Öskemen      | 283.226       | 723.980                    |
| Pawlodar       | Pawlodar     | 124.755       | 751.038                    |
| Qaraghandy     | Qaraghandy   | 427.982       | 1.133.984                  |
| Qostanai       | Qostanai     | 196.001       | 825.597                    |
| Qysylorda      | Qysylorda    | 226.019       | 846.336                    |
| Schambyl       | Taras        | 144.264       | 1.222.513                  |
| Schetissu      | Taldyqorghan |               | 698.675                    |
| Türkistan      | Türkistan    | 117.249       | 2.154.334                  |
| Ulytau         | Schesqasghan |               | 221.395                    |
| Westkasachstan | Oral         | 151.339       | 696.058                    |

| Stadt     | Fläche in km² | Einwohner (1. Januar 2025) |
| --------- | ------------- | -------------------------- |
| Almaty    | 682           | 2.292.333                  |
| Astana    | 720           | 1.528.887                  |
| Schymkent | 1.163         | 1.256.263                  |

1. ↑  Zum 8. Juni 2022 wurde das Gebiet Abai aus dem Gebiet Ostkasachstan ausgegliedert. Es fehlen noch aktuelle Daten.
2. ↑  Zum 8. Juni 2022 wurde das Gebiet Schetissu aus dem Gebiet Almaty ausgegliedert. Es fehlen noch aktuelle Daten für Almaty.
3. ↑  Zum 8. Juni 2022 wurde das Gebiet Abai aus dem Gebiet Ostkasachstan ausgegliedert. Es fehlen noch aktuelle Daten für Ostkasachstan.
4. ↑  Zum 8. Juni 2022 wurde das Gebiet Ulytau aus dem Gebiet Qaraghandy ausgegliedert. Es fehlen noch aktuelle Daten für Qaraghandy.
5. ↑  Zum 8. Juni 2022 wurde das Gebiet Schetissu aus dem Gebiet Almaty ausgegliedert. Es fehlen noch aktuelle Daten.
6. ↑  Am 19. Juni 2018 wurde das bisherige Verwaltungszentrum Schymkent aus dem Gebiet Südkasachstan ausgegliedert und zu einer Stadt republikweiter Bedeutung erhoben. Das Gebiet wurde daraufhin in Gebiet Türkistan umbenannt.
7. ↑  Zum 8. Juni 2022 wurde das Gebiet Ulytau aus dem Gebiet Qaraghandy ausgegliedert. Es fehlen noch aktuelle Daten.

Nach der Verwaltungsreform von 1997 wurden folgende Gebiete aufgelöst (Verwaltungszentren in Klammern):
- Gebiet Torghai (Arqalyq/Arkalyk)
- Gebiet Schesqasghan (Schesqasghan/Dscheskasgan)
- Gebiet Kökschetau (Kökschetau/Koktschetaw)
- Gebiet Taldyqorghan (Taldyqorghan/Taldy-Kurgan)
- Gebiet Semei (Semei/Semipalatinsk).

### Städte

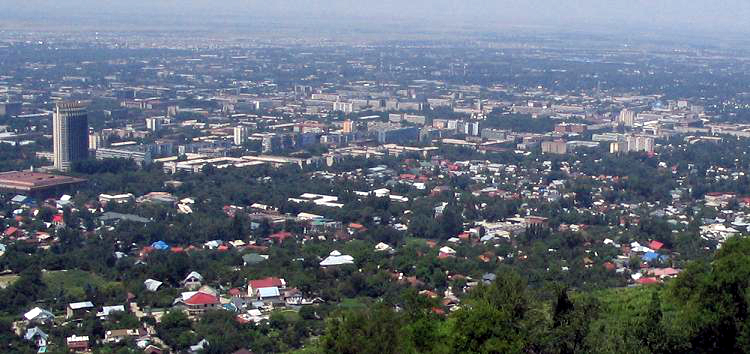
Blick über Almaty

Im Jahr 2023 lebten 58 Prozent der Einwohner Kasachstans in Städten. Hauptstadt und Regierungssitz ist das in Zentralkasachstan gelegene Astana mit 1.131.891 Einwohnern. Astana ist eines der großen Industrie- und Dienstleistungsballungszentren Kasachstans und Universitätsstadt.
Metropole, größte Stadt des Landes und zugleich wichtigstes wirtschaftliches und kulturelles Ballungszentrum des Landes ist das in Südostkasachstan gelegene Almaty (früher Alma-Ata). Die Stadt hat 1.909.471 Einwohner.
Die im Süden des Landes gelegene Stadt Schymkent ist mit 1.033.478 Einwohnern die drittgrößte kasachische Stadt, gefolgt von Aktöbe im Nordwesten mit 559.965 Einwohnern. Qaraghandy (485.300 Einwohner) in Zentralkasachstan, die Hauptstadt des Gebietes Qaraghandy, ist die fünftgrößte Stadt des Landes und ein wichtiger Wirtschaftsstandort für die kasachische Industrie. Weitere wichtige Städte sind Taras (406.262 Einwohner), Pawlodar (334.105 Einwohner), Öskemen im Nordosten und die Erdölhochburgen Aqtau und Atyrau in Westkasachstan.

## Bevölkerung

### Demografie

Bevölkerungspyramide Kasachstans

Nach einer anfänglichen Bevölkerungsabnahme im Jahrzehnt nach der Unabhängigkeit verzeichnet Kasachstan seit dem Jahr 2002 ein kontinuierliches Bevölkerungswachstum. Nach offiziellen statistischen Angaben überschritt die Bevölkerungszahl Kasachstans am 14. November 2023 die Marke von 20 Millionen. Laut der Volkszählung im März 2009 hatte Kasachstan 16.009.600 Einwohner. Zum Bevölkerungswachstum trug ein Geburtenüberschuss (Geburtenziffer: 20,6 pro 1000 Einwohner vs. Sterbeziffer: 6,8 pro 1000 Einwohner) bei. Die Anzahl der Geburten pro Frau lag 2022 statistisch bei 3,1, die der Region Europa und Zentralasien betrug 1,7. Die Lebenserwartung der Einwohner Kasachstans ab der Geburt lag 2022 bei 74,4 Jahren. Der Median des Alters der Bevölkerung lag im Jahr 2021 bei 29,5 Jahren. Im Jahr 2023 waren 29,6 Prozent der Bevölkerung unter 15 Jahre, während der Anteil der über 64-Jährigen 8,2 Prozent der Bevölkerung betrug.
Die durchschnittliche Bevölkerungsdichte in Kasachstan beträgt 7 Einwohner pro Quadratkilometer und ist damit eine der niedrigsten der Welt. Am dichtesten besiedelt sind die Kreise im äußersten Süden, um Almaty, Schymkent und Taras, sowie Steppenregionen im Norden, Gebiete von Astana, Petropawl, der Norden der Gebiete Qostanai und Qaraghandy; das rechte Ufer des Irtysch.
 Entwicklung der Bevölkerung 
| Jahr   | Einwohner  |
| ------ | ---------- |
| 1926 1 | 6.500.895  |
| 1939 1 | 6.151.102  |
| 1950   | 6.703.000  |
| 1955   | 7.992.000  |
| 1959 1 | 9.309.847  |
| 1965   | 11.909.000 |
| 1970 1 | 13.012.955 |
| 1975   | 14.130.000 |
| 1979 1 | 14.688.311 |
| 1985   | 15.789.000 |
| 1989 1 | 16.199.154 |

| Jahr   | Einwohner  |
| ------ | ---------- |
| 1990   | 16.297.981 |
| 1991   | 16.358.222 |
| 1992   | 16.451.711 |
| 1993   | 16.426.478 |
| 1994   | 16.334.865 |
| 1995   | 15.956.667 |
| 1996   | 15.675.819 |
| 1997   | 15.480.635 |
| 1998   | 15.188.174 |
| 1999 1 | 14.955.106 |
| 2000   | 14.883.626 |

| Jahr   | Einwohner  |
| ------ | ---------- |
| 2001   | 14.858.335 |
| 2002   | 14.858.948 |
| 2003   | 14.909.018 |
| 2004   | 15.012.985 |
| 2005   | 15.147.029 |
| 2006   | 15.308.084 |
| 2007   | 15.484.192 |
| 2008   | 15.674.000 |
| 2009 1 | 16.092.822 |
| 2010   | 16.321.872 |
| 2011   | 16.557.201 |

| Jahr | Einwohner  |
| ---- | ---------- |
| 2012 | 16.792.089 |
| 2013 | 17.035.550 |
| 2014 | 17.288.285 |
| 2015 | 17.542.806 |
| 2016 | 17.794.055 |
| 2017 | 18.037.775 |
| 2018 | 18.276.452 |
| 2019 | 18.513.673 |
| 2020 | 18.755.665 |
| 2021 | 19.000.987 |
| 2022 | 19.634.983 |

Quellen: UN, stat.gov.kz, pop-stat.mashke.org

### Bevölkerungsstruktur

Nationalitätenzensus 2020: Anteil der kasachischen Bevölkerung

Nationalitätenzensus 2020: Anteil der russischen Bevölkerung

In Kasachstan leben Angehörige von mehr als 50 ethnischen Gruppen mit heute jeweils mehr als 1.000 Angehörigen. Die größte Ethnie bilden laut Zensus 2021 mit 70,4 % der Bevölkerung die turksprachigen Kasachen. Die größte Minderheit bilden die Russen mit knapp 24 % (entsprechend knapp 3,0 Millionen). Zu den turksprachigen Minderheiten gehören die etwa 614.000 Usbeken, 290.000 Uiguren, 219.000 Tataren, ca. 86.000 Mescheten und 146.000 Aserbaidschaner sowie kleinere Gruppen von Baschkiren, Tschuwaschen, Turkmenen, Kirgisen, Karakalpaken, Krimtataren und Balkan-Türken. In den letzten Jahren wanderten jedoch viele Russen aus politischen und wirtschaftlichen Gründen nach Russland aus. Weitere Minderheiten europäischer Herkunft stellen Ukrainer (388.000), Deutsche (226.000, Kasachstandeutsche) und kleine Gemeinden von Polen, Letten, Litauern, Belarussen und Griechen (alle Zahlen bezogen auf das Jahr 2021). Im Jahre 2017 waren 20 % der Bevölkerung nicht auf dem heutigen kasachischen Staatsgebiet geboren. Gleichzeitig lebten 2,5 Millionen in Kasachstan geborene Personen in Russland und 1 Million in Deutschland.
Zu den ebenfalls hier lebenden Kaukasusvölkern zählen einige tausend Armenier sowie Georgier, Tschetschenen, Tscherkessen, Osseten, Awaren und Zachuren. In Kasachstan lebt zudem eine bedeutende Minderheit von etwa 100.000 Koreanern (bzw. Korjo-Saram), gut 0,6 % der Bevölkerung. Ferner leben in Kasachstan kleine iranischsprachige Minderheiten wie Kurden (38.000), Paschtunen und Perser. Andere Minderheiten, wie etwa Burjaten, Mongolen, Tibeter, Dunganen, Chinesen stellen nur einen geringen Bevölkerungsanteil (alle Angaben 2009).
Die meisten Angehörigen der nichtrussischen Minderheiten wurden zur Stalinzeit unter Zwang nach Kasachstan deportiert. Viele wurden in Arbeitslagern interniert. Viele immigrierten jedoch aus wirtschaftlichen Gründen nach Kasachstan. Bis zum Zerfall der UdSSR wurden von fast allen Hochschulen Absolventen mit entsprechender Spezialausbildung nach Kasachstan verpflichtet. Keine andere Sowjetrepublik nahm damals einen derartigen Strom von Migranten auf.
Zum Wandel seit der Unabhängigkeit zählen Bestrebungen der Regierung, die kasachische Sprache statt der russischen als vorherrschende Amtssprache durchzusetzen. Trotz der Bemühungen um ein gutes Verhältnis der verschiedenen Bevölkerungsgruppen breiten sich in Zentralasien Tendenzen zur Verdrängung der ethnischen Minderheiten aus.
| Nationalität                             | 2009       | 2021       | Veränderung 2009–2021 | Veränderung 2009–2021 | Prozentanteil | Prozentanteil |
| Nationalität                             | 2009       | 2021       | absolut               | Prozent               | 2009          | 2021          |
| ---------------------------------------- | ---------- | ---------- | --------------------- | --------------------- | ------------- | ------------- |
| Gesamt                                   | 16.009.597 | 19.186.015 | +3.176.418            | +19,8 %               | 100,0 %       | 100,0 %       |
| Kasachen                                 | 10.096.763 | 13.497.891 | +3.401.128            | +33,7 %               | 63,1 %        | 70,4 %        |
| Russen                                   | 3.793.764  | 2.981.946  | –811.818              | −21,4 %               | 23,7 %        | 15,5 %        |
| Usbeken                                  | 456.997    | 614.047    | +157.050              | +34,4 %               | 2,9 %         | 3,2 %         |
| Ukrainer                                 | 333.031    | 387.327    | +54.296               | +16,3 %               | 2,1 %         | 2,0 %         |
| Uiguren                                  | 224.713    | 290.337    | +65.624               | +29,2 %               | 1,4 %         | 1,5 %         |
| Deutsche                                 | 178.409    | 226.092    | +47.683               | +26,7 %               | 1,1 %         | 1,2 %         |
| Tataren                                  | 204.229    | 218.653    | +14.424               | +7,1 %                | 1,3 %         | 1,1 %         |
| Aserbaidschaner                          | 85.292     | 145.615    | +60.323               | +70,7 %               | 0,5 %         | 0,8 %         |
| Koreaner                                 | 100.385    | 118.450    | +18.065               | +18,0 %               | 0,6 %         | 0,6 %         |
| Türken                                   | 97.015     | 85.478     | –11.537               | −11,9 %               | 0,6 %         | 0,5 %         |
| Dunganen                                 | 51.944     | 78.817     | +26.873               | +51,7 %               | 0,3 %         | 0,4 %         |
| Belarussen                               | 66.476     | 76.484     | +10.008               | +15,1 %               | 0,4 %         | 0,4 %         |
| Tadschiken                               | 36.277     | 49.827     | +13.550               | +37,4 %               | 0,2 %         | 0,3 %         |
| Kurden                                   | 38.325     | 47.880     | +9555                 | +24,9 %               | 0,2 %         | 0,3 %         |
| Polen                                    | 34.057     | 35.319     | +1262                 | +3,7 %                | 0,2 %         | 0,2 %         |
| Kirgisen                                 | 23.274     | 34.184     | +10.910               | +46,9 %               | 0,2 %         | 0,2 %         |
| Tschetschenen                            | 31.431     | 33.557     | +2126                 | +6,8 %                | 0,2 %         | 0,2 %         |
| Andere                                   | 157.215    | 264.111*   | +106.896              | +68,0 %               | 1,0 %         | 1,4 %*        |
| *einschließlich der Personen ohne Angabe |            |            |                       |                       |               |               |

### Sprachen
Nach dem Zensus von 1989, kurz vor der Staatsgründung, sprachen mehr als 80 Prozent der Bevölkerung Russisch entweder als Muttersprache oder als Fremdsprache. Auch 64 % der Kasachen gaben beim Zensus 1989 an, das Russische flüssig zu sprechen. Ein erheblicher Anteil der ethnischen Kasachen insbesondere in den Städten beherrschte die kasachische Sprache nur unvollkommen oder sogar gar nicht. Kenntnisse des Kasachischen waren bei der nicht-kasachischen Bevölkerung nur wenig verbreitet. 1989 sprachen weniger als 1 Prozent der russischen Bevölkerung Kasachstans auch Kasachisch. Daher bildete die russische Sprache auch lange Zeit nach der Unabhängigkeit die lingua franca, d. h. das Medium der Kommunikation zwischen den Ethnien Kasachstans. Bestrebungen zur Förderung der kasachischen Sprache gab es schon in den letzten Jahren der Sowjetzeit. 1987 verabschiedeten der Ministerrat und das Zentralkomitee der Kommunistischen Partei Kasachstans eine „Resolution zur Verbesserung des Studiums der kasachischen Sprache“. 1989 wurde nach öffentlicher Diskussion das „Gesetz über die Sprachen“ und am 1. Juli 1991 das „Staatliche Programm zur Entwicklung der kasachischen Sprache und anderen Nationalitätensprachen in der KSSR bis zum Jahr 2000“ in Kraft gesetzt. Die am 16. September 1990 veröffentlichte Erklärung der Souveränität und die Unabhängigkeitserklärung vom Dezember 1991 vermieden das schwierige Thema der Sprache Kasachstans. Auch in den Verfassungen von 1993 und 1995 wurde die Frage nicht abschließend geregelt. Eine erste dauerhafte Regelung stellte das Gesetz Nr. 151-I vom 11. Juli 1997 dar, das zwar das Kasachische als offizielle Staatssprache Kasachstans festlegte (Kapitel 1, Artikel 4) und jeden Bürger zum Erlernen der Staatssprache verpflichtete, aber dem Russischen in praktisch allen Angelegenheiten (Behörden, Armee, Verwaltung, Erziehung und Wissenschaft) einen gleichberechtigten Status gewährte.
Nach der Unabhängigkeit betrieb die kasachische Regierung eine stetige Förderung der kasachischen Sprache auf allen Ebenen. Beispielhaft nahm der Anteil der Schulen mit ausschließlich kasachischer Unterrichtssprache von 32,4 % im Jahr 1990 auf 56,0 % im Jahr 2004 zu. Noch im Jahr 2003 besuchten aber immer noch 20 % aller ethnisch kasachischen Schüler rein russischsprachige Schulen. Dieser Trend zur Aufwertung und Expansion der kasachischen Sprache in Gesellschaft und Staat wurde durch die anhaltende Emigration und damit verbundene relative und absolute Abnahme der russischsprachigen Bevölkerung begünstigt. Die kasachische Regierung betonte wiederholt die Notwendigkeit einer Harmonie zwischen den verschiedenen Sprachen und verurteilte „Sprachnationalismus“.
Der private Sprachverein Qazaq tili (kasachische Sprache) genießt heute halboffiziellen Status. Er forciert seit 1989/90 den verstärkten Gebrauch der eigenen Sprache und die Entwicklung und Verbreitung des Kasachischen in der Bevölkerung. Die in Angriff genommene Umstellung vom kyrillischen Alphabet auf das lateinische Alphabet hat u. a. die Stärkung des Kasachischen gegenüber dem Russischen zum Ziel. Die Übergangsfrist der Umstellung sollte zunächst bis 2025 betragen. Die Regierung hat für die Umstellung ein Budget von 218 Milliarden Tenge (etwa 550 Millionen Euro) verabschiedet, wovon 90 % für Bildungsprogramme eingesetzt werden sollen. Um die Laute des Kasachischen abbilden zu können, sollen lateinische Buchstaben mit diakritischen Zeichen eingesetzt werden.

### Schrift
Kasachstan hat innerhalb von knapp 100 Jahren vier grundlegende Schriftreformen erlebt. Bis zur Oktoberrevolution 1917 war in dem islamisch geprägten Land die arabische Schrift gebräuchlich. De facto wurde diese bei einer Analphabetenquote von ca. 90 % aber nur von wenigen beherrscht. Als 1928 in der Türkei – das Kasachische gehört zur Sprachfamilie der Turksprachen – das arabische durch das lateinische Alphabet ersetzt wurde, führte auch Kasachstan 1929 die lateinische Schrift ein. In den 1940ern wurde in der Sowjetunion, der Kasachstan zu dieser Zeit angehörte, flächendeckend das kyrillische Alphabet eingeführt (anders als Georgien, Armenien und die baltischen Staaten wurde Kasachstan von dieser Regel nicht ausgenommen). Seit der Unabhängigkeit des Landes 1991 steht eine Rückkehr zum lateinischen Alphabet auf der innenpolitischen Tagesordnung. Kasachstan folgte in dieser Hinsicht dem Beispiel anderer Turkstaaten, die schon früher zumindest formal umgestellt hatten: Aserbaidschan und Turkmenistan im Jahr 1991 und Usbekistan im Jahr 2001.
1998 wurde formal mit der Umstellung begonnen. Nachdem zunächst eine Übergangsfrist bis 2025 ausgegeben war, wurde im Dezember 2012 die Übergangsfrist der in der Praxis schleppend verlaufenden Umstellung auf die lateinisch-kasachische Schrift zwischenzeitlich auf 2015 verkürzt. Am 27. Oktober 2017 wies der kasachische Präsident Nursultan Nasarbajew seine Regierung an, bis 2025 das kyrillische durch das lateinische Alphabet zu ersetzen. Diese Umstellung verlief allerdings nur schleppend und stieß auf Kritik und Ablehnung auch von kasachischen Muttersprachlern. Von russischsprachigen Intellektuellen in Kasachstan wurde sie ganz überwiegend abgelehnt. Das 2017 vorgestellte neue Alphabet wurde bis zum Jahr 2022 insgesamt viermal modifiziert. Die letzte Version des neuen Alphabets wurde am 28. Januar 2021, symbolträchtig während der Feierlichkeiten zum 30. Jahrestag der Unabhängigkeit Kasachstans durch eine Kommission des Achmet-Baitursynuly-Instituts für Linguistik vorgestellt und positiv aufgenommen. Das neue Alphabet besteht aus 31 Buchstaben, unter denen auch einige nichtlateinische sind, wie ә (ä), ө (ö), ү (ü), ұ (ū), ғ (ğ), ш (ş). Das Datum der endgültig vollzogenen Umstellung wurde von 2025 auf 2031 verschoben.

### Religionen

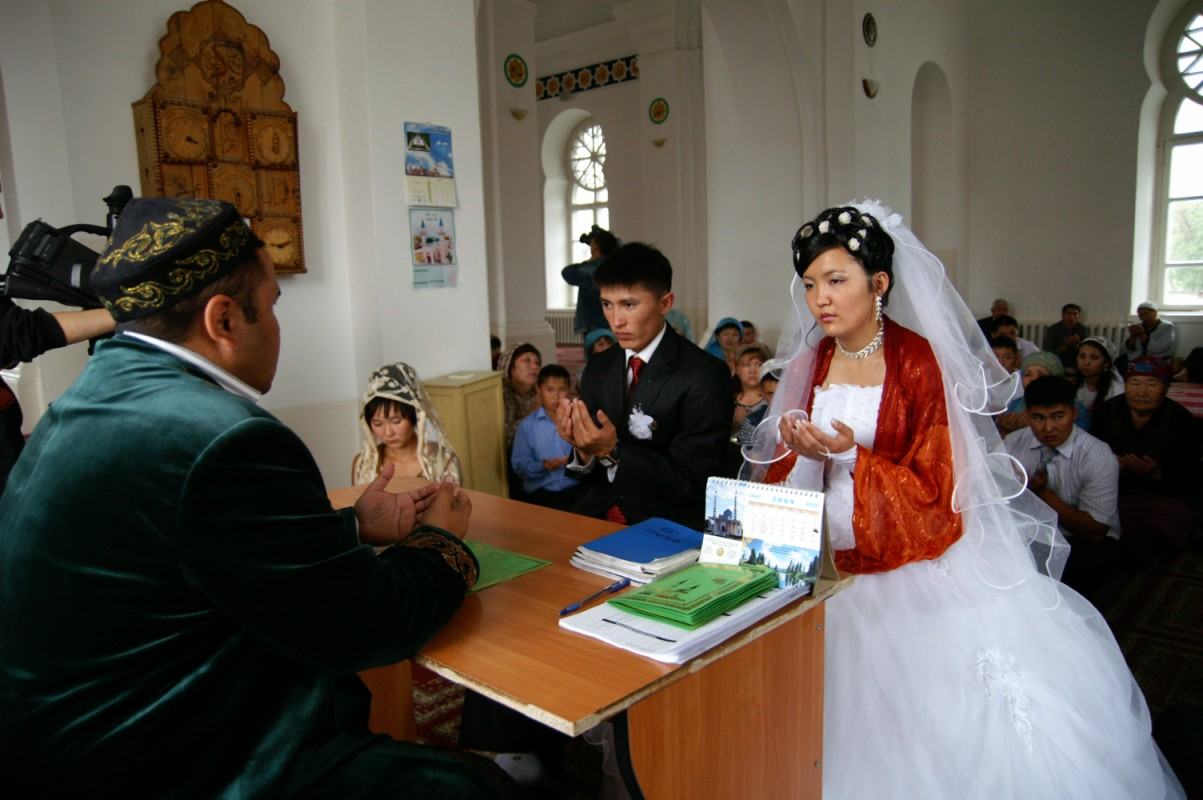
Hochzeit in der Moschee

Die genaue Bestimmung der Mitgliederzahlen einzelner Religionsgemeinschaften gestaltet sich schwierig, da bei entsprechenden Erhebungen oft die Religionszugehörigkeit analog zur ethnischen Zugehörigkeit (z. B. Slawen als orthodoxe Christen, Kasachen als Muslime usw.) angenommen wird. Allgemein wird Kasachstan zur islamischen Welt gerechnet, da Muslime mit über 70 % die Mehrheit der Bevölkerung dieses Landes ausmachen.
Weitere 26 % der Bevölkerung sind Christen. Daneben gibt es in den Städten kleine jüdische Gemeinden.
Die Zahl der religiösen Vereinigungen in Kasachstan beträgt 4.173, im Jahre 1990 waren es hingegen insgesamt nur 670. Die religiösen Vereinigungen haben 3129 Kultstätten zur Verfügung – davon 2.229 Moscheen, 258 orthodoxe und 93 katholische Kirchen, 6 Synagogen und mehr als 500 protestantische Kirchen und Gebetshäuser. Es arbeiteten in der Republik 384 Missionare aus mehr als 20 Ländern, im Jahre 1990 gab es insgesamt erst 12. Die religiösen Feiertage Kurban und Weihnachten sind in Kasachstan arbeitsfreie Feiertage.
Seit 2003 werden in Kasachstan auf Initiative von Präsident Nasarbajew die Kongresse der Führer der Welt- und traditionellen Religionen durchgeführt. Ebenfalls auf Initiative von Präsident Nasarbajew wurde das Jahr 2010 durch eine Resolution der UN-Generalversammlung zum Internationalen Jahr der Annäherung der Kulturen ausgerufen.
Im Jahr 1995 wurde die Vollversammlung des Volkes von Kasachstan als beratendes Organ beim Staatsoberhaupt gegründet.
Trotz des jahrzehntelangen erzwungenen Atheismus durch die Sowjetunion waren einer Schätzung für das Jahr 2009 zufolge nur 2,8 % der Bevölkerung erklärte Atheisten. Im Jahr 2019 waren einer Aussage des Parlamentariers Wladimir Boiko zufolge 18,8 % der Bevölkerung Atheisten.

#### Islam
Rund 70 % der Bevölkerung gehören dem Islam an, die meisten davon sind Sunniten. Der erste Kontakt zum Islam fand im achten Jahrhundert statt. Durch die Schlacht am Talas im Jahre 751 wurde der chinesische Einfluss durch die Umayyaden aus dem Chorasan in Zentralasien eingedämmt, wodurch sich der Islam in der Region schnell ausbreiten konnte. Durch den Mongolensturm geriet diese Entwicklung vorerst ins Stocken. Als einige Mongolenführer zum Islam übertraten, nahm dieser Prozess wieder Fahrt auf. Der von Nomaden besiedelte Norden Kasachstans trat erst später in den Kontakt mit dem Islam. Viele Nomaden führten nach der Konversion ihre schamanistischen Traditionen fort. Unter Katharina II. wurde die islamische Missionarstätigkeit unter den Nomaden als Mittel der „Zivilisierung“ gefördert und der Koran auch in die russische Sprache übersetzt. Ab der Mitte des 19. Jahrhunderts nahmen russische Behörden den Islam jedoch zunehmend als Gefahr für ihren Machterhalt wahr. Das Unterrichten der arabischen Schrift wurde verboten und das Publizieren von islamkritischen Büchern gefördert. Zur gleichen Zeit siedelten sich auch christliche Siedler in vorher nomadischen Gebieten an. Während der Sowjetunion wurde der Islam, wie alle anderen Religionen, unterdrückt und alle Moscheen des Landes bis auf wenige Ausnahmen geschlossen oder umfunktioniert.
Die meisten Kasachen sind nach wie vor säkular und praktizieren ihre Religion nur an hohen Feiertagen wie dem Ramadan oder dem Opferfest, teilweise vermischt mit vorislamischen Bräuchen. Dies trifft heute vor allem für die kasachischen Nomaden und für die Kasachen im Norden zu, die während der Sowjetzeit russifiziert wurden. 1991 gab es in ganz Kasachstan wieder über 170 Moscheen und 230 muslimische Gemeinden. Finanzielle Hilfe erhält Kasachstan seit dieser Zeit aus der Türkei, Ägypten und von Saudi-Arabien.  Die Zahl der Pilger nach Mekka aus Kasachstan steigt ebenfalls. Während die Zahl der Pilger im Jahr 2001 228 betrug, waren es 2007 bereits 4.300. Im Jahr 2006 wurde der Tag des muslimischen Opferfestes zum offiziellen Feiertag erklärt.

#### Christentum

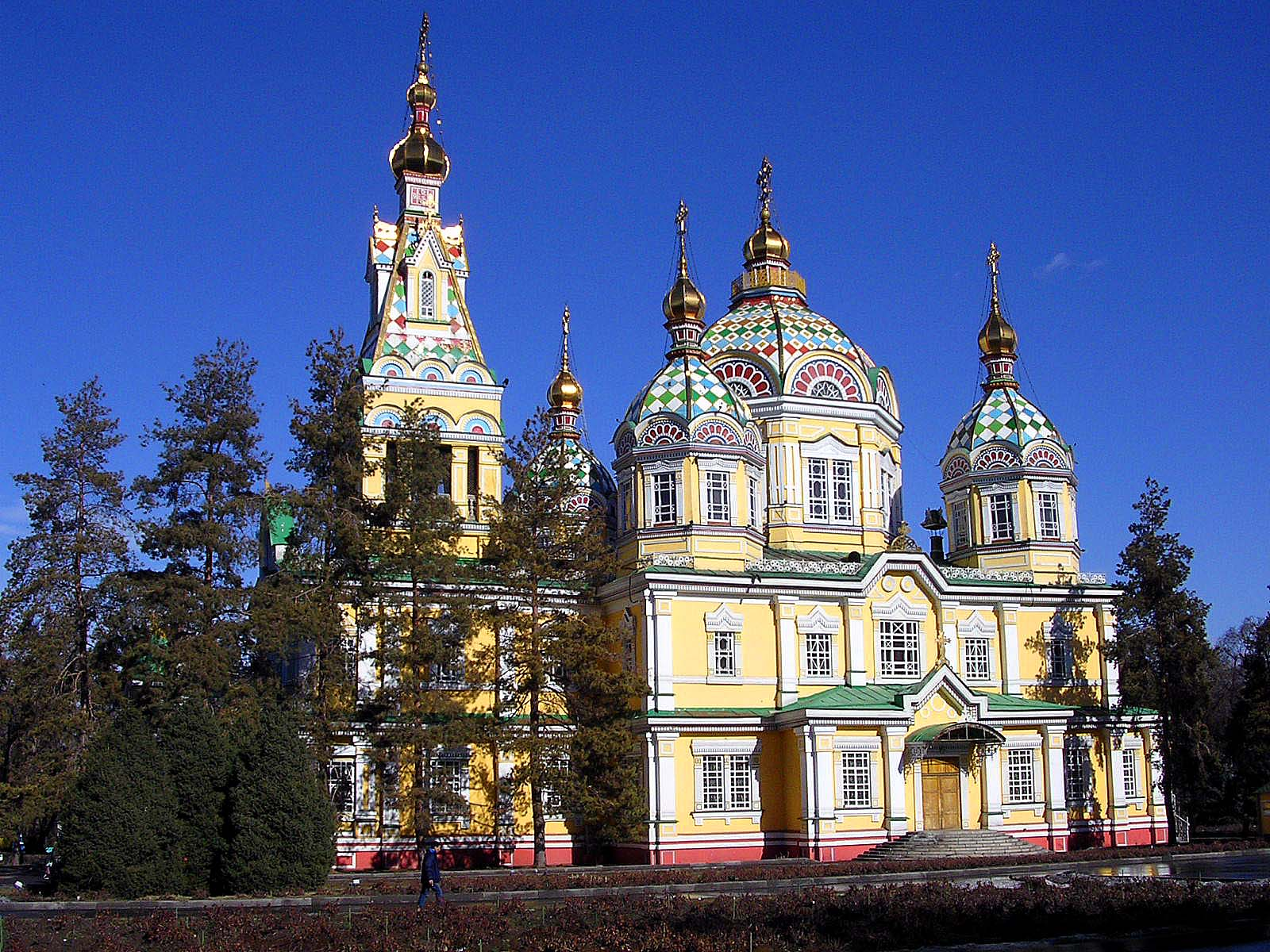
Heilige Christi-Himmelfahrt-Kathedrale in Almaty

26 % der Bevölkerung bekennen sich zum Christentum. Den größten Anteil bilden die russisch-orthodoxen Christen. Aber auch die Armenische Apostolische Kirche, Griechisch-Orthodoxe Kirche und Georgische Orthodoxe Apostelkirche sind vertreten. Kasachstandeutsche sind meist Lutheraner (Evangelisch-Lutherische Kirche in der Republik Kasachstan) oder Mennoniten.
Viele Einwohner osteuropäischer Abstammung in Kasachstan sind Katholiken, somit Teil der römisch-katholischen Kirche in Kasachstan oder der kasachischen griechisch-katholischen Kirche.
Die ersten Christen wanderten im dritten und vierten Jahrhundert aus dem heutigen Syrien und dem Byzantinischen Reich über Persien in die zentralasiatische Region ein. Es waren Nestorianer. Diese Glaubensrichtung verschwand spätestens im 14. Jahrhundert.
Die orthodoxe Glaubensrichtung ist die zweitgrößte Religion nach dem Islam. Zu ihrer Größe gelangte die orthodoxe Kirche infolge der russischen Expansion. Nach verschiedenen Einwanderungswellen lebten 1871 bereits ca. 400.000 orthodoxe Christen in Zentralasien; sie unterhielten über 300 Kirchen. Nach dem Zerfall der Sowjetunion konnten gläubige Menschen wieder ihre Religion in Kasachstan ausüben, was die Kirchen wiederbelebte und den Bau neuer Kirchen ermöglichte. Viele Russen aus Zentralasien wanderten nach Russland aus, da dort der Lebensstandard höher war als in anderen Nachfolgestaaten der UdSSR wie Kasachstan.
Die ersten Protestanten, die nach Kasachstan gelangten, waren Russlanddeutsche, die im russischen Militärdienst standen. In den 1880er-Jahren gab es einen Zustrom von Lutheranern und Baptisten aus dem Westen des russischen Reiches. Durch die Deportation von Russlanddeutschen nach Zentralasien vervielfachte sich dort die Zahl der Protestanten. Nach dem Zusammenbruch der Sowjetunion stieg die Anzahl der protestantischen Einrichtungen im Lande. 
Zurzeit leben etwa 300.000 Katholiken in Kasachstan. Die ersten Missionare waren franziskanische Ordensmänner, die im 13. Jahrhundert nach Zentralasien kamen, um die dortigen regionalen Herrscher für ihre Religion zu gewinnen. In der zweiten Hälfte des 19. Jahrhunderts stieg die Zahl der Katholiken rasant durch Einwanderung aus westlichen Grenzregionen des russischen Reiches. Nach dem Zerfall der Sowjetunion nutzen viele Katholiken die Chance zur freien Religionsausübung. Durch den Aufbau diplomatischer Beziehungen zwischen Kasachstan und dem Vatikan konnten die kasachischen Katholiken mehr Unterstützung erfahren. Der Vatikan unterstützt zudem seit 1998 die Katholische Hochschule in Qaraghandy. Zurzeit existieren in Kasachstan ca. 80 römisch-katholische und 6 griechisch-katholische Einrichtungen.

#### Judentum
1989 lebten 18.492 Juden in der Kasachischen SSR. 2010 gab es noch ungefähr 3700 Personen jüdischen Glaubens, ein Anteil von weniger als 0,5 % der Gesamtbevölkerung im Land. Viele von ihnen sind nach Deutschland, in die Vereinigten Staaten oder nach Israel ausgewandert. Fast alle in Kasachstan lebenden Juden sind Aschkenasim. Die ersten Juden wanderten im 14. Jahrhundert über den Iran nach Kasachstan ein. Heute leben viele Juden in den Städten, wie zum Beispiel in Astana, Almaty, Aqtöbe, Qysylorda, Petropawl, Taras und Schymkent. Insgesamt verfügt das Land über 28 jüdische Einrichtungen. Im Jahre 2004 eröffnete in Astana „Beyt Rahel-Habad Lyubovic“, die größte Synagoge Zentralasiens. Im Gegenzug zu den Juden im usbekischen Buxoro oder den Bergjuden in Aserbaidschan ist die jüdische Gemeinde Kasachstans über das ganze Land verstreut. Gerade in den Wintermonaten ist es oft schwierig, die abgelegenen jüdischen Ortschaften zu erreichen. Um dieses Problems Herr zu werden, bietet American Jewish Joint Distribution Committee mit 13 landesweiten Hesed-Büros soziale Dienste an und versorgt die Gemeinden u. a. mit Lebensmitteln, Medizin und Kleidung.

#### Buddhismus
Den ersten Kontakt mit dem Buddhismus erlebte Zentralasien wohl im 1. Jahrhundert v. Chr. Im 2. und 3. Jahrhundert nach Christus gelangten buddhistische Missionare aus Indien in diese Region. Ab dem sechsten Jahrhundert stand die turkstämmige Bevölkerung unter dem Einfluss des Buddhismus. Die Dzungar-Mongolen, von denen sich zu Beginn des 17. Jahrhunderts die Kalmücken abspalteten, betrieben vom 16. bis zum 18. Jahrhundert Klöster in der Semiretschje (Siebenstromland) -Region von Ostkasachstan sowie südlich und östlich des Balchaschsees. Sie pflegten die Gelug-Tradition des tibetischen Buddhismus. Allerdings konnte sich die Religion nicht dauerhaft in der Gesellschaft verankern. Heute wird der Buddhismus vor allem von aus dem Ausland stammenden Minderheiten wie Sowjet-Koreanern oder Tibetern praktiziert.

### Bildung

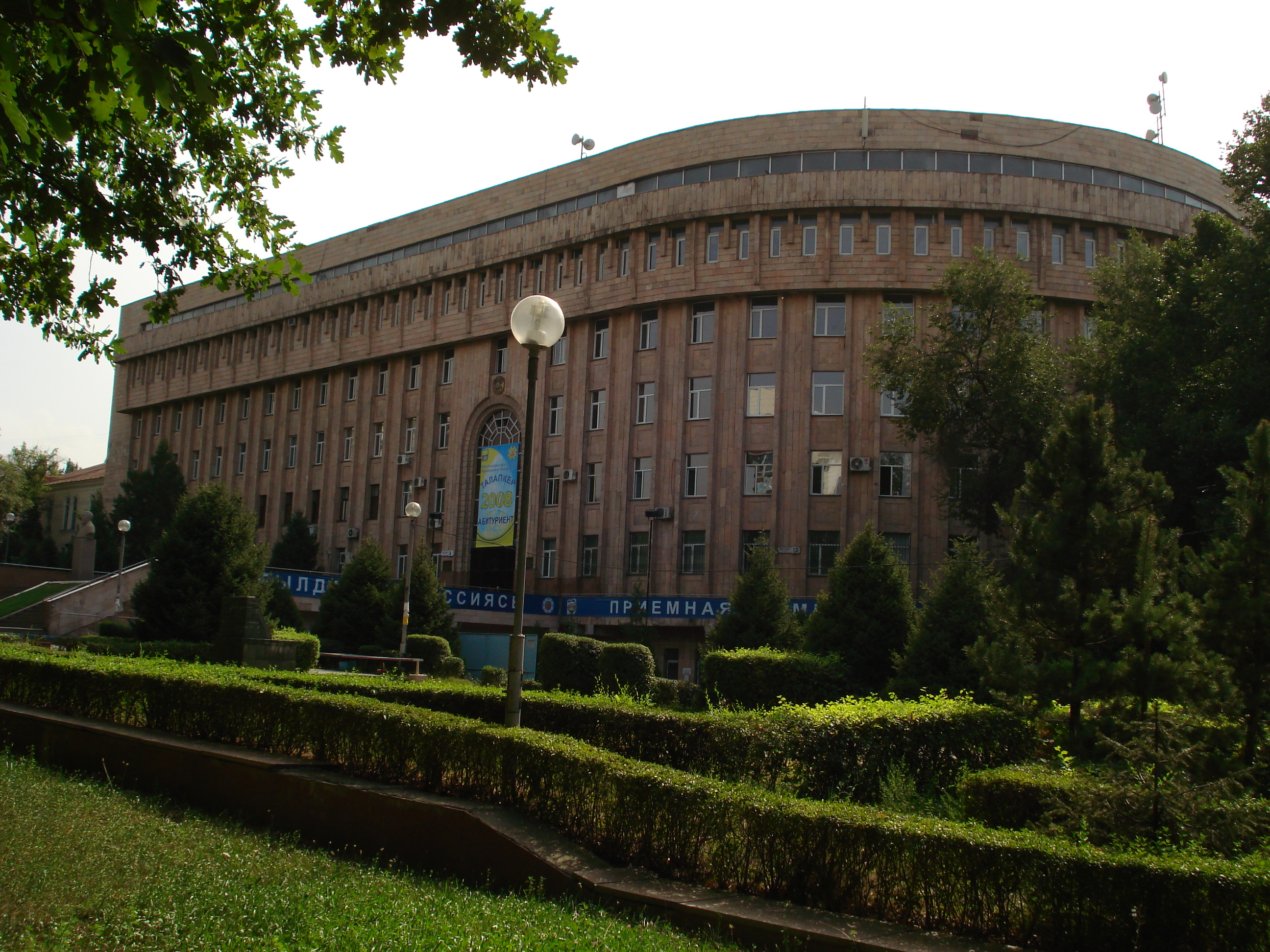
Die Kasachische Nationale Pädagogische Universität

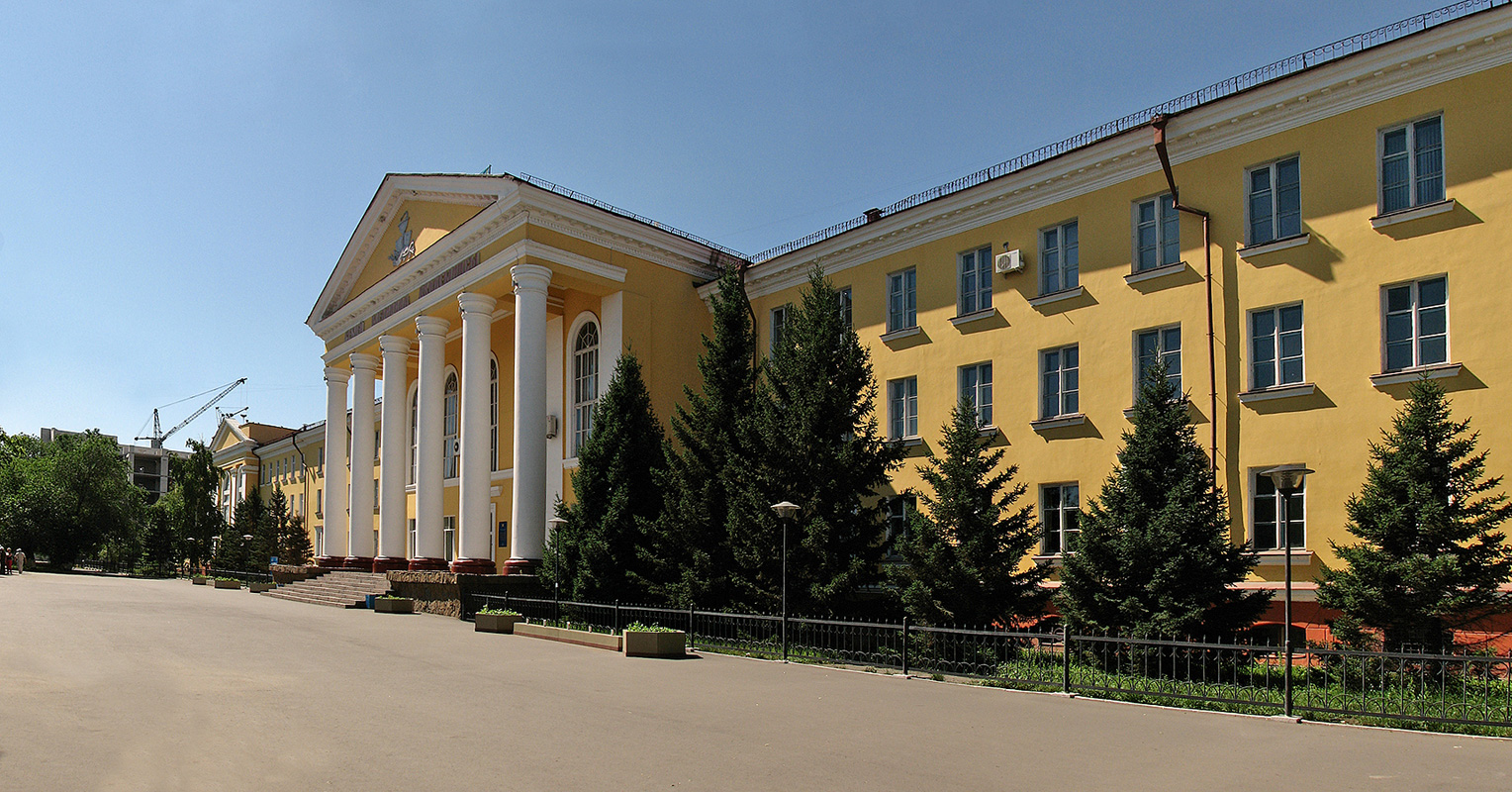
Medizinische Akademie Semei

In Kasachstan gibt es ein einheitliches, nationales Bildungssystem. Im Alter von fünf bis sechs Jahren steht zunächst der Besuch einer Vorschule an, die für alle Kinder kostenfrei ist. Hier sollen die individuellen Bedürfnisse der einzelnen Kinder gefördert werden. Wichtigster Bestandteil des kasachischen Bildungsmodells ist die Mittelschule. Sie beginnt mit der Unterstufe (Klasse 1–4), wird mit der Hauptstufe (Klasse 5–7) fortgesetzt und endet mit der Oberstufe (Klasse 10–11 beziehungsweise 12). Der Unterricht für die zirka 3,2 Millionen Schüler erfolgt, je nach Region, in sieben verschiedenen Sprachen (Kasachisch, Russisch, Usbekisch, Uigurisch, Tadschikisch und an jeweils einer Schule auf Ukrainisch und auf Deutsch). 2015 konnten über 99 % der erwachsenen Bevölkerung lesen und schreiben.
Die Hochschulbildung kann man in verschiedenen Einrichtungen absolvieren, unter anderem an der Universität, der Akademie, an einem Institut und diesen gleichgestellte Einrichtungen wie Konservatorium, Hochschule und Fachhochschule. In der Hochschulstruktur gibt es drei Stufen. Am Ende steht der Universitätsabschluss oder der Magister.
Zurzeit gibt es in Kasachstan ungefähr 170 Hochschulen, von denen 110 nicht staatlich sind, und 60 staatliche Universitäten. Zu den größten Universitäten zählen die Staatliche Universität Qaraghandy (KSU), die Staatliche Universität Pawlodar (PSU) und die Al-Farabi-Universität. Des Weiteren gibt es in Almaty auch eine Kasachisch-Britische Technische Universität und eine Deutsch-Kasachische Universität. Technische Universitäten befinden sich mit der Kasachischen Nationalen Technischen Universität Almaty (KAZNPU) in Almaty, in Qaraghandy und in Öskemen.
Im PISA-Ranking von 2015 erreichen kasachische Schüler Platz 42 von 72 Ländern in Mathematik, Platz 43 in Naturwissenschaften und Platz 51 beim Leseverständnis.

### Gesundheit
Die Gesundheitsausgaben des Landes betrugen im Jahr 2021 3,9 % des Bruttoinlandsprodukts. Im Jahr 2020 praktizierten in Kasachstan 40,3 Ärztinnen und Ärzte je 10.000 Einwohner. Die Sterblichkeit bei unter 5-jährigen betrug 2022 9,7 pro 1000 Lebendgeburten. Die Lebenserwartung der Einwohner Kasachstans ab der Geburt lag 2022 bei 74,4 Jahren (Frauen: 78,4, Männer: 70,3). Die Lebenserwartung stieg von 65,5 Jahren im Jahr 2000 bis 2022 um 14 %.

## Geschichte

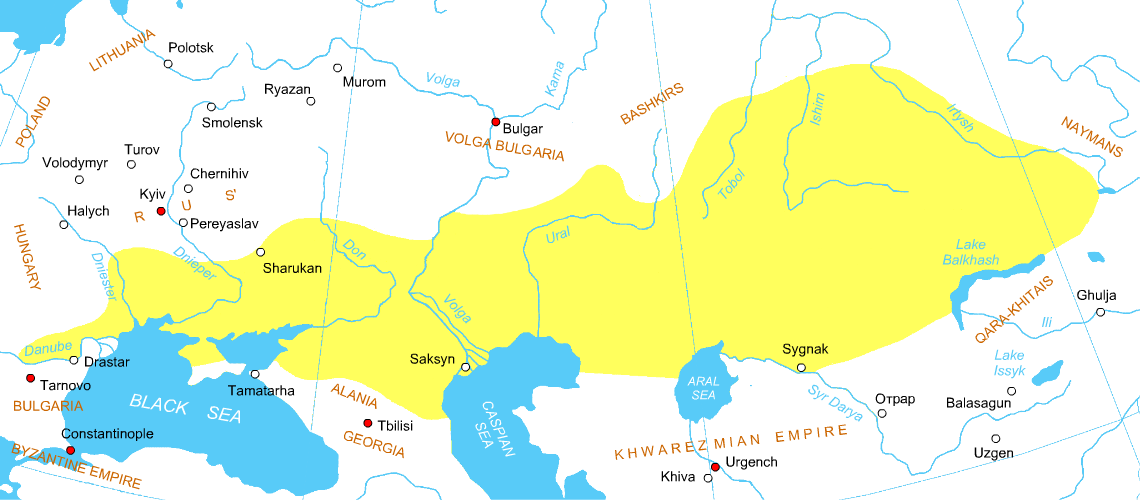
Siedlungsgebiet, Einflusszone und Machtbereich der Kiptschaken um 1200

### Altertum und Frühmittelalter
Im Altertum entstanden auf dem Gebiet des späteren Kasachstan verschiedene Reiche. Am bekanntesten sind die Reiche der turkstämmigen Kangly, Scha-t’o, Kirgisen, Kimek und Naimanen, die vor allem das nördliche, südliche und östliche Kasachstan beherrschten. Der Süden wurde vor allem durch das iranische Reich des Choresm-Schah gebildet, dem auch formal die Gebiete der turkstämmigen Karachaniden und der Türgesch untertan waren. Das spätere Westkasachstan unterstand den Reichen der Kyptschaken und der Oghusen.

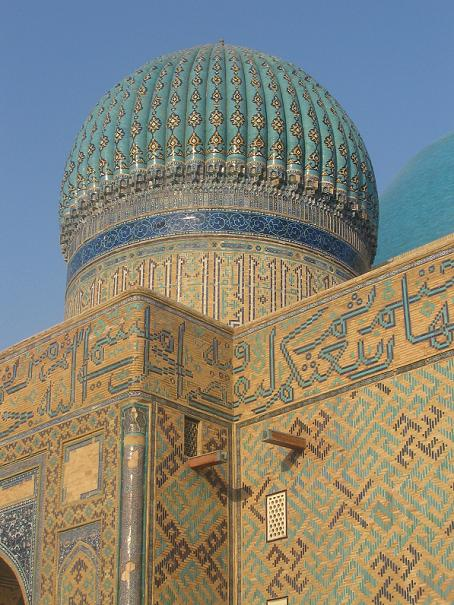
Kuppel des Mausoleum von Hodscha Ahmad Yasawi in Türkistan

### Vom Mittelalter zur Neuzeit
Im 13. Jahrhundert wurde Kasachstan von den Mongolen Dschingis Khans überrannt und seinem Reiche einverleibt: Große Teile des heutigen Kasachstans zählten zu der Orda-Horde. Im Westen des Landes befand sich das Gebiet der Goldenen Horde, während der Süden de jure durch das Khanat Tschagatai kontrolliert wurde. Im südwestlichen Kasachstan, in den Gebieten zwischen dem Kaspischen Meer und dem Aralsee, herrschten de facto seit dem 15. Jahrhundert die Khane der Nogaier-Horde.

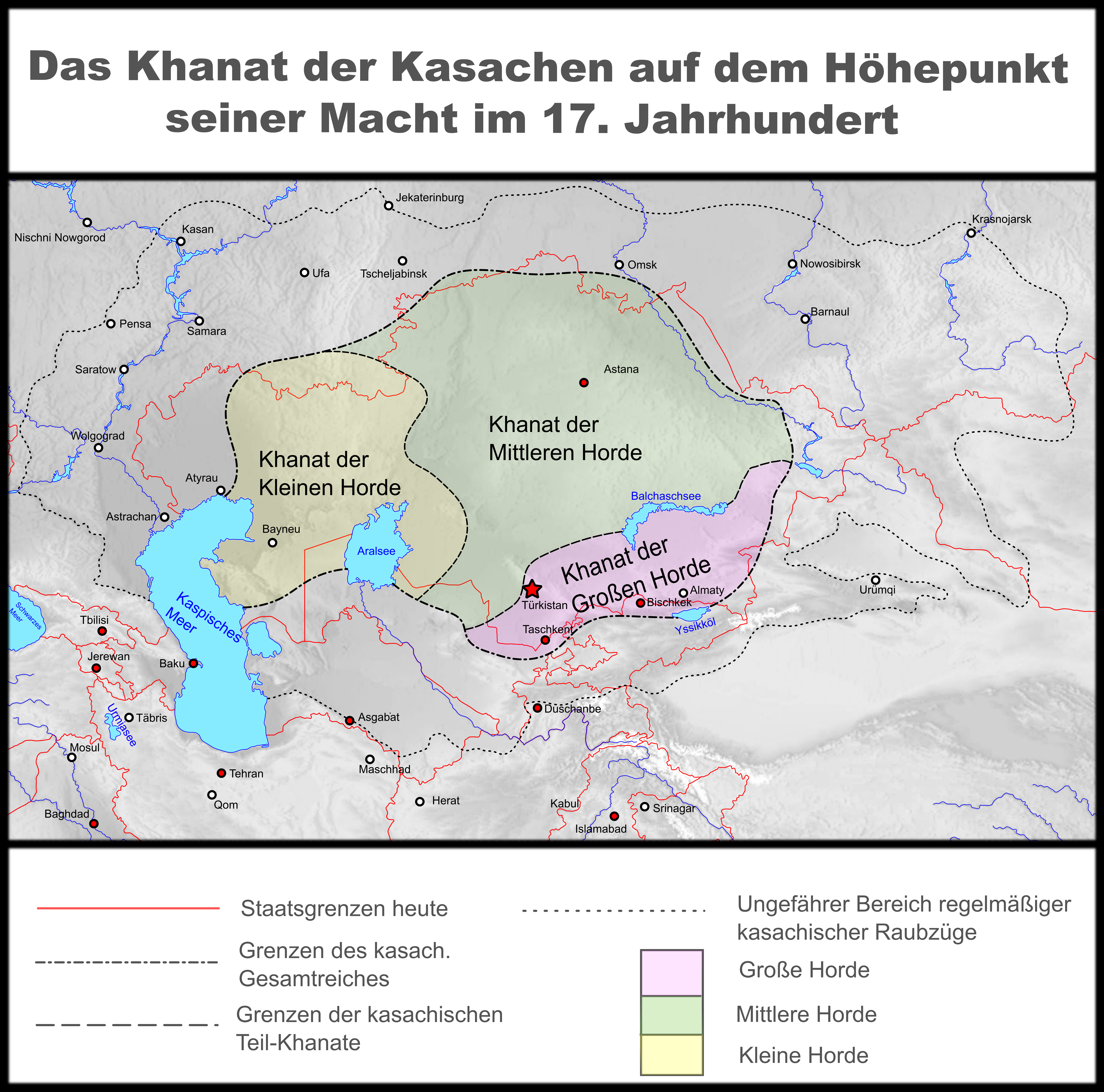
Das kasachische Khanat mit dem Gebiet
der Kleinen Horde
der Mittleren Horde
der Großen Horde

Im 14./15. Jahrhundert von Timurs Eroberungen betroffen, bildeten sich nun das Usbekische und Kasachische Khanat heraus. In der Folgezeit entstanden auf Basis des Letzteren drei Nachfolge-Khanate („Älterer/Großer Schus“ im Siebenstromland (kas. ұлы жүз), „Mittlerer Schus“ in Zentralkasachstan (kas. Орта жүз) und „Jüngerer/Kleiner Schus“ (kas. Кіші жүз)). Später gingen sie im Russischen Zarenreich auf. Diese staatsähnlichen Gebilde spielen auch in der Gegenwart eine Rolle.
Ab 1640 bildeten in der östlichen Nachbarschaft von Kasachstan die mongolischen Oiraten das Dsungarische Khanat und fielen ab dem frühen 18. Jahrhundert immer wieder in Kasachstan ein. 1718 besiegten die Dsungaren die Kasachen am Fluss Ajagus (am Balchaschsee), damit begann die Zeit des „Großen Unglücks“ für die Kasachen. Es folgten wiederholte Übergriffe der Dsungaren auf kasachisches Gebiet, bis 1755 die Chinesen das Dsungarische Khanat besiegten.

### Russische Herrschaft
Um dem Einverleiben durch China zu entgehen, unterstellte sich das spätere Kasachstan Mitte des 18. Jahrhunderts nach und nach dem russischen Kaiserreich. Es kam nun dort zur Bildung der drei kasak-kirgisischen Horden. Im 19. Jahrhundert begann der kasachische Widerstand gegen die russische Herrschaft: Auf dem Gebiet der einstigen Nogaier-Horde wurde 1812 die kasachische Bökey-Horde begründet, die das Khanat unter ihrer Führung wiederherstellen wollte. Ihr Fürst Bökey war ein Dschingiskhanide und Ende des 18. Jahrhunderts Anwärter auf den Khantitel der Kleinen Horde gewesen. Nachdem er gescheitert war, bat er den russischen Zaren um Aufnahme. Er ließ sich mit seinen Anhängern im Gebiet zwischen Wolga und Ural nieder und Bökey Khan wurde ein treuer Vasall des Zaren. Dieser setzte ihn 1812 als zweiten Khan in der Mittleren Horde ein. Doch wenig später wurden alle Horden aufgelöst und das nachmalige Kasachstan durch General Kaufmann († 1882) unterworfen und dadurch dem Generalgouvernement Turkestan unterstellt.
Die meisten Städte Kasachstans sind während dieser Periode von Russen gegründet worden. Dazu gehören unter anderem Astana, Almaty, Semipalatinsk, Ust-Kamenogorsk, Petropawl und andere.

### Sowjetische Herrschaft
Nach der Februarrevolution 1917 in Petrograd und dem Sturz des autokratischen Zaren Nikolaus II. wurden auch in Kasachstan die neuen Ideen der Revolution verbreitet. Noch im selben Jahr proklamierte die kasachische Nationalbewegung Alasch die Autonomie Kasachstans innerhalb eines föderativen Russland. Da die Alasch Orda die Anerkennung der Machtübernahme der Bolschewiki verweigerte, geriet sie in Konflikt mit der neuen russischen Sowjetregierung. Im Laufe des russischen Bürgerkrieges war das Gebiet des heutigen Kasachstan zwischen den Bolschewiki, der Alasch Orda sowie russischen antikommunistischen Gruppierungen umkämpft, wobei die Allianzen und Machtverhältnisse mehrmals wechselten. 1919 wurde das Gebiet schließlich von den Sowjets unterworfen.

Flagge der Kasachischen SSR

Am 26. August 1920 wurde aus dem nördlichen und zentralen Teil des heutigen Kasachstan die Kirgisische Autonome Sozialistische Sowjetrepublik innerhalb der RSFSR gebildet. Deren erste Hauptstadt wurde das heute zu Russland gehörende Orenburg. Das Frauenwahlrecht wurde mit der ersten Verfassung der UdSSR am 31. Januar 1924 anerkannt.
Nach der Auflösung der ASSR Turkestan wurden der Kirgisischen Autonomen Sozialistischen Sowjetrepublik 1924/1925 auch das heutige südliche Kasachstan sowie das heutige Karakalpakistan angegliedert. Im April 1925 wurde sie in Kasachische Autonome Sowjetrepublik umbenannt. Orenburg wurde von der Kasachischen ASSR getrennt und unmittelbar Teil der RSFSR, neue Hauptstadt wurde 1925 zunächst Qysylorda, 1929 dann Alma-Ata (heute Almaty).
Die Bevölkerung Kasachstans litt in den Jahren von 1928 bis 1933 unter einer beispiellosen Agrarkrise, Folge der gewaltsamen und in der gesamten Sowjetunion durchgeführten Zwangskollektivierung und Entkulakisierung und nicht zuletzt der damit einhergehenden administrativen Sesshaftmachung der Nomaden Kasachstans. Die soziale und ökonomische Lage war gekennzeichnet durch massenhafte Enteignungen, Massendeportationen, Massenflucht und weit verbreitete Unruhen. Hungerkatastrophen kosteten zirka 1,3 bis 1,5 Millionen Menschenleben. Andere Stellen sprechen von 1,5 bis 1,7 Millionen Todesopfern sowie bis zu 42 % der Bevölkerung, die dem Hunger zum Opfer fielen.

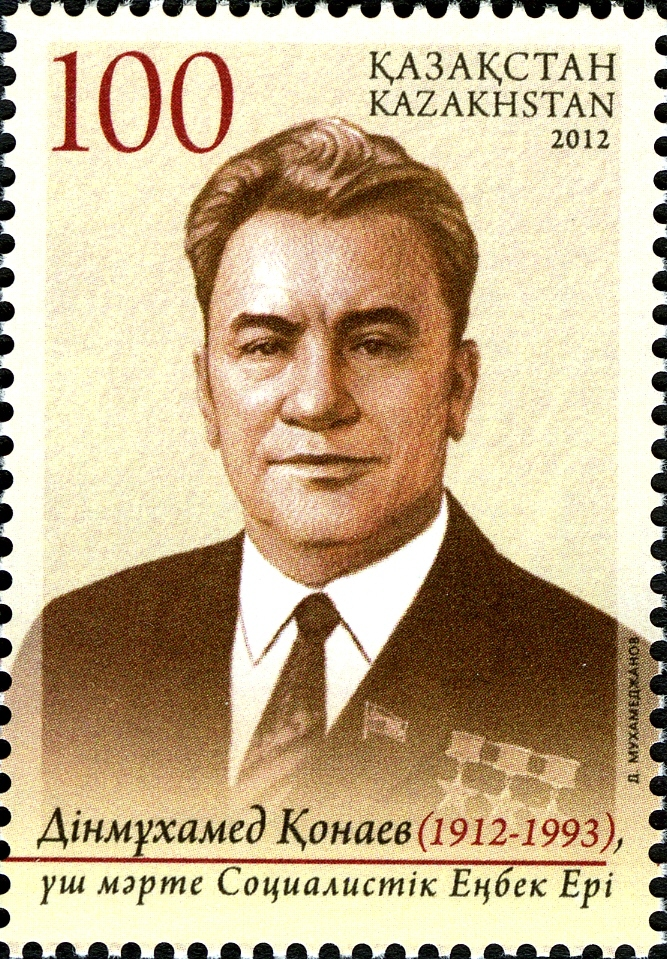
Dinmuchamed Kunajew

Am 5. Dezember 1936 wurde Kasachstan als Kasachische SSR zu einer von der RSFSR getrennten eigenständigen Unionsrepublik der Sowjetunion erklärt, während Karakalpakistan als autonome Republik dem benachbarten Usbekistan zugeschlagen wurde.
Während der Sowjetzeit kam es zu einem massiven Entwicklungsschub für Kasachstan. Das bis dahin eher nomadisch geprägte Land wurde mit neuen Eisenbahnlinien erschlossen und für eine großflächliche intensive Landwirtschaft nutzbar gemacht. In den Städten wurden Industriebetriebe angesiedelt, und dank der Einwanderungswelle der Fachkräfte aus Russland kam es zu starkem Bevölkerungswachstum. Im Zweiten Weltkrieg diente Kasachstan sowohl als Evakuierungsort für zahlreiche Menschen aus dem europäischen Teil der Sowjetunion, als auch als Deportationsziel für Völker, die direkt der Kollaboration mit dem nationalsozialistischen Deutschland bezichtigt wurden (Krimtataren, Tschetschenen, Inguschen), oder die als mögliche Kollaborateure mit dem Feind galten (Russlanddeutsche, Koreaner).
Nikita Chruschtschow betrieb ein umfangreiches und kostspieliges Agrarprogramm zur landwirtschaftlichen Erschließung der nordkasachischen Steppen. Es entstanden riesige Bewässerungsanlagen, im Gespräch war sogar ein Projekt der Umleitung der sibirischen Flüsse nach Süden, der sogenannte Dawydow-Plan. Unter Chruschtschow wurde in Kasachstan auch der Weltraumbahnhof Baikonur errichtet.

### Nach der Unabhängigkeit
Unmittelbar nach dem Zerfall der Sowjetunion 1991 schienen die Zukunftsaussichten Kasachstans relativ düster. Die Bevölkerung hatte sich in dem Referendum in der Sowjetunion vom 17. März 1991 mit 94,1 % der Stimmen bei einer Wahlbeteiligung von 88,2 % für die Beibehaltung der Sowjetunion unter erneuerten Vertragsbedingungen ausgesprochen. Wenige Monate später, insbesondere nach dem Augustputsch in Moskau 1991, war diese Option nicht mehr gegeben, und Kasachstan erklärte als letzte der Sowjetrepubliken am 16. Dezember 1991 seine Unabhängigkeit von der Sowjetunion. Kasachisch wurde Amtssprache, die Hauptstadt Alma-Ata wurde in Almaty umbenannt, der 16. Dezember wurde Nationalfeiertag. Allerdings schien die Lebensfähigkeit des neuen Staates fraglich, da nahezu 40 Prozent der Bevölkerung ethnische Russen waren und die Wirtschaft vollständig mit der Russlands verzahnt war. Nach der Unabhängigkeit stürzte das Land zunächst in eine tiefe Wirtschaftskrise und die kasachische Wirtschaft schrumpfte Anfang der 1990er Jahre um etwa 40 %. Wesentlich aufgrund der desolaten wirtschaftlichen Lage emigrierten erhebliche Teile der russischen Minderheit und der Kasachstandeutschen. Nach dem Zerfall der Sowjetunion erhob Kasachstan territoriale Ansprüche gegenüber den Nachbarstaaten. So beanspruchte es beispielsweise von Usbekistan alle von Südkasachen bewohnten Gebietsteile einschließlich der von den Karakalpaken bewohnten Autonomen Republik. Zu dieser Zeit favorisierte auch die Mehrheit dieser ethnischen Minderheit den Anschluss ihrer Gebietsteile an das sprachverwandte Kasachstan. Am 1. Dezember 1991 wurde Nursultan Nasarbajew ohne Gegenkandidaten zum Präsidenten gewählt. Ihm gelang es mit autoritärer Hand das Land zu stabilisieren. Hierzu trug auch der bemerkenswerte Wirtschaftsaufschwung bei, der etwa ab der Jahrtausendwende einsetzte und wesentlich vom Export von Rohstoffen, vor allem Erdöl, getragen war. Die Medien- und Meinungsfreiheit blieb stark eingeschränkt. Die unter Nasarbajew abgehaltenen Präsidentschafts- und Parlamentswahlen wurden durch westliche Beobachter als nicht frei und fair beurteilt. Bei der Parlamentswahl im August 2007 erhielt die von Nasarbajew gegründete Partei Nur Otan 88 % der Stimmen. Da keine der sechs angetretenen Oppositionsparteien die Sieben-Prozent-Hürde überwinden konnte, errang Nur Otan alle 98 Sitze des Parlamentes, somit konnte auch die Kommunistische Partei Kasachstans, deren Vorsitzender Nursultan Nasarbajew bis 1991 selbst war, nicht ins Parlament einziehen. Die Opposition büßte den einzigen Sitz, den sie bisher innegehabt hatte, ein. Die Organisation für Sicherheit und Zusammenarbeit in Europa (OSZE) erklärte, die Wahl habe vor allem bei der Stimmenauszählung und der Umsetzung neuer Rechtsvorschriften nicht den internationalen Standards entsprochen. Die Oppositionsparteien erkannten das Ergebnis nicht an und sprachen von massiven Manipulationen. Am 15. Januar 2012 fand eine vorgezogene Parlamentswahl statt, Nur Otan erhielt 83 Sitze. Bei der Wahl 2016 gewann Nur Otan 84 der 99 Sitze.
1990 erklärte Kasachstan seine Souveränität innerhalb der UdSSR. Nursultan Nasarbajew wurde Staatsoberhaupt.
1992 gründete Kasachstan zusammen mit Usbekistan, Kirgisistan, Turkmenistan, Aserbaidschan und der Türkei den Zentralasiatisch-Türkischen Gipfel.
Am 28. Januar 1993 wurde mit der Verfassung des unabhängigen Kasachstan das aktive und passive Frauenwahlrecht anerkannt.
1997 zogen Regierung und Parlament von Almaty nach Aqmola um. Aqmola wurde als offizielle Hauptstadt proklamiert und 1998 in Astana (Hauptstadt) umbenannt. Als Gründe hierfür führte man die besseren langfristigen Entwicklungsmöglichkeiten Astanas gegenüber dem in einem erdbebengefährdeten Talkessel gelegenen Almaty an. Eine weitere Rolle dürfte die zentralere Lage Astanas gegenüber dem in der Nähe der kirgisischen Grenze gelegenen Almaty gespielt haben. Möglicherweise wollte man separatistischen Tendenzen des von vielen ethnischen Minderheiten (vor allem Russen) bevölkerten Nordens des Landes entgegenwirken, indem man eine näher an diesen Gebieten gelegene Stadt zur Hauptstadt machte.
Nach über 30 Jahren an der Macht als autoritärer Herrscher trat Nasarbajew im März 2019 zurück und übergab die Macht an den von ihm als Nachfolger ausgesuchten Qassym-Schomart Toqajew. Unter dessen Regie wurde die Hauptstadt Astana zu Ehren Nasarbajews in „Nursultan“ umbenannt. Im Januar 2022 kam es zu schweren Unruhen bei gegen die Regierung gerichteten Protesten, bei denen mehr als 200 Menschen ums Leben kamen. Die Proteste wurden auch mit Hilfe russischer Truppen niedergeschlagen. Kurz nach den Ereignissen wurde die Hauptstadt des Landes in einer Abwendung vom herrschenden Personenkult wieder in „Astana“ rückbenannt. Mit dem russischen Überfall auf die Ukraine 2022 folgte eine vorsichtige Distanzierung Kasachstans vom langjährigen Partner Russland. Außerdem wurden politische Reformen eingeleitet wie eine Begrenzung der Amtszeit des Präsidenten.

### Ethnischer Wandel seit der Unabhängigkeit, Politik der „Kasachisierung“

#### Massenhafte Emigration und Immigration
| Ethnische Gruppen | 1991   | 1999   | 2009   | 2016   | 2019   | 2021   |
| ----------------- | ------ | ------ | ------ | ------ | ------ | ------ |
| Kasachen          | 43,1 % | 55,3 % | 63,1 % | 66,5 % | 67,9 % | 70,4 % |
| Russen            | 37,3 % | 29,9 % | 23,7 % | 20,6 % | 19,3 % | 15,5 % |
| Usbeken           | 2,1 %  | 2,5 %  | 2,8 %  | 3,1 %  | 3,2 %  | 3,2 %  |
| Ukrainer          | 5,3 %  | 3,6 %  | 2,1 %  | 1,6 %  | 1,5 %  | 2,0 %  |
| Uiguren           | 1,1 %  | 1,4 %  | 1,4 %  | 1,4 %  | 1,3 %  | 1,5 %  |
| Deutsche          | 5,1 %  | 2,4 %  | 1,1 %  | 1,0 %  | 1,0 %  | 1,2 %  |
| Tataren           | 2,0 %  | 1,7 %  | 1,3 %  | 1,1 %  | 1,1 %  | 1,1 %  |

Seit dem Zerfall der Sowjetunion und der Unabhängigkeit vollzog sich ein massiver Wandel in der ethnischen Zusammensetzung Kasachstans. Zum Zeitpunkt der Unabhängigkeit 1990 war Kasachstan die ethnisch und linguistisch am weitgehendsten russifizierte der zentralasiatischen Republiken. Bei der Volkszählung von 1989 machten die Kasachen nur 39,7 % der Bevölkerung der damaligen Kasachischen Sowjetrepublik aus. 37,7 % der Bevölkerung waren ethnische Russen. Der Anteil turksprachiger Völker (Kasachen, Usbeken, Kirgisen, Uiguren, Karakalpaken und Tataren) lag im Jahr 1989 zusammengenommen bei 48 %. Damit war Kasachstan die einzige Sowjetrepublik, in der das nominelle Staatsvolk keine Mehrheit bildete.
Schon zehn Jahre später zeigte sich bei der Volkszählung 1999 ein deutlich anderes Bild. Die Kasachen machten mit 55,3 % eine knappe Mehrheit der Bevölkerung aus, während der Anteil der russischen Bevölkerung auf 29,9 % abgesunken war. Die oben aufgezählten Turkvölker bildeten zusammen 61 % der Bevölkerung. Ursache für diesen deutlichen ethnischen Wandel war hauptsächlich eine massenhafte Emigration insbesondere der slawischen Bevölkerungsteile größtenteils nach Russland und der zahlenmäßig starken deutschen Minderheit nach Deutschland. Hauptgrund für die massenhafte Emigration war die desolate wirtschaftliche Lage Kasachstans in den 1990ern. In der Dekade zwischen 1989 und 1999 verlor Kasachstan trotz Geburtenüberschuss fast 9 % seiner Bevölkerung. Zur Zunahme der turksprachigen Bevölkerung trug auch die höhere Geburtenrate derselben (mit Ausnahme der Tataren) bei.
Nach Berechnungen aus den amtlichen Statistiken wanderten in den Jahren 1991 bis 1999 etwa 3,36 Millionen in Kasachstan Geborene aus. Zwischen 1991 und 2010 emigrierten mehr als 1,9 Millionen ethnische Russen nach Russland. In den Jahren 1992 bis 2010 wanderten fast 800.000 Kasachstandeutsche ganz überwiegend nach Deutschland aus.
Die kasachische Regierung forderte Auslandskasachen auf bzw. ermutigte sie, wieder ihren Wohnsitz in Kasachstan zu nehmen. In den Jahren 1991 bis 1999 wanderten 759.000 Personen nach Kasachstan ein. Die Immigranten kamen vor allem aus den GUS-Staaten (Usbekistan, Turkmenistan, Russland und Tadschikistan) und zu einem kleineren Teil aus anderen Staaten (hauptsächlich Mongolei, China, Iran und Türkei). Beispielhaft wurde geschätzt, dass in den ersten drei Jahrzehnten der Unabhängigkeit mehr als 150.000 ethnische Kasachen aus China nach Kasachstan einwanderten. Zwischen 1991 und 2015 wanderten nach Angaben des kasachischen Statistikamts insgesamt 953.908 ethnische Kasachen nach Kasachstan ein.
Nach der Jahrtausendwende nahm die Dynamik der Migration und die negative Wanderungsbilanz stark ab und im Jahr 2004 verzeichnete Kasachstan zum ersten Mal seit 1968 eine positive Wanderungsbilanz (68.300 Immigranten, 65.500 Emigranten). In den Jahren zwischen 2001 und 2010 machten Immigranten aus Usbekistan und Russland 85,9 % der Gesamt-Immigration aus und die Emigration ging vorwiegend in Richtung Russland (72,2 %). Der Anteil der Migranten nach Deutschland nahm stark ab (1999–2006: 24,7 %, 2006–2010: 4,6 %).
Die Volkszählung von 1999 zeigte außerdem eine deutliche Zunahme der Kenntnisse der kasachischen Sprache. Während 1989 weniger als 1 % der „europäischen“ Bevölkerung Kenntnisse des Kasachischen hatten, waren dies im Jahr 1999 schon 15 %.

#### Politik der „Kasachisierung“
Der Wille der staatstragenden kasachischen Eliten, die kasachischen Sprache im ganzen Staat zu fördern, kam symbolhaft in der Verlegung der Staatshauptstadt vom südlichen Almaty in das im nördlichen, russisch beeinflussten Kernland gelegene Astana zum Ausdruck. Auch durch entsprechende Verwaltungsreformen wurde versucht, mehrheitlich kasachische Verwaltungseinheiten zu schaffen. Die Oblystar Semipalatinsk und Schesqasghan mit 54 bzw. 49 % ethnisch kasachischer Bevölkerung wurden mit den Oblystar Ostkasachstan (67 % slawische Bevölkerung) und Karaganda (63 % slawische Bevölkerung) zusammengelegt. Teile von Kökschetau wurden an Akmola und Nordkasachstan angeschlossen. Die Oblys Kostanai wurde durch Teile von Torgai vergrößert.
Von offizieller kasachischer Seite wurde immer wieder hervorgehoben, dass sich Kasachstan nicht als Nationalstaat der Kasachen verstehe, sondern dass Kasachstan ein multiethnischer Staat sei. Jeglicher Ethno-Nationalismus wurde scharf verurteilt. In den 1990ern proklamierte der damalige Staatspräsident Nasarbajew als Ziel, eine Nationalidentität zu begründen, die nicht auf der ethnische Zugehörigkeit basierte. Tatsächlich gab es in Kasachstan im Gegensatz zu anderen ehemaligen Sowjetrepubliken (z. B. im Kaukasus) nach der Unabhängigkeit keine offenen gewalttätigen ethnischen Konflikte. Der Staat zeigte sich bemüht, die Kulturen der zahlreichen verschiedenen ethnischen Gruppen zu fördern. Zu diesem Zweck ließ Nasarbajew im Jahr 1995 die Versammlung der Völker Kasachstans einrichten, in der Repräsentanten der verschiedenen Ethnien vertreten waren. In der Praxis war die Politik des Staates nach Ansicht westlicher Politikanalysten gegenüber den verschiedenen Ethnien jedoch durchaus unterschiedlich. Ethnien ohne Nationalstaat (z. B. Dunganen, Kurden und Uiguren) genossen die größten Freiheiten, ebenso solche, die zahlenmäßig schwach vertreten waren und als sozial schwach bzw. einflusslos galten (Tschetschenen, Burjäten). Die zweite Gruppe bildeten Nationalitäten, die über enge Kontakte zu ihrem Ursprungsland verfügten und von diesem häufig materiell unterstützt wurden (Deutsche, Koreaner, und in geringerem Maße Ukrainer, Polen und Griechen). Die dritte Gruppe bildeten die ethnischen Russen, die aufgrund ihrer großen Zahl kaum mehr als Minderheit gelten konnten. Wiederholt von Vertretern der russischen Minderheit vorgetragene Forderungen nach der Einrichtung autonomer Regionen für ihre Volksgruppe wurden von den staatlichen Autoritäten zurückgewiesen bzw. unterdrückt. Der Staat bemühte sich, den Gebrauch der kasachischen Sprache zu fördern und seit Ende der 1990er mussten staatliche Angestellte ihre Kenntnisse des Kasachischen in einem Test unter Beweis stellen. Die Verwaltungssprache wurden zunehmend auf Kasachisch umgestellt und der Einfluss des Russischen zurückgedrängt.

## Politik

### Politisches System

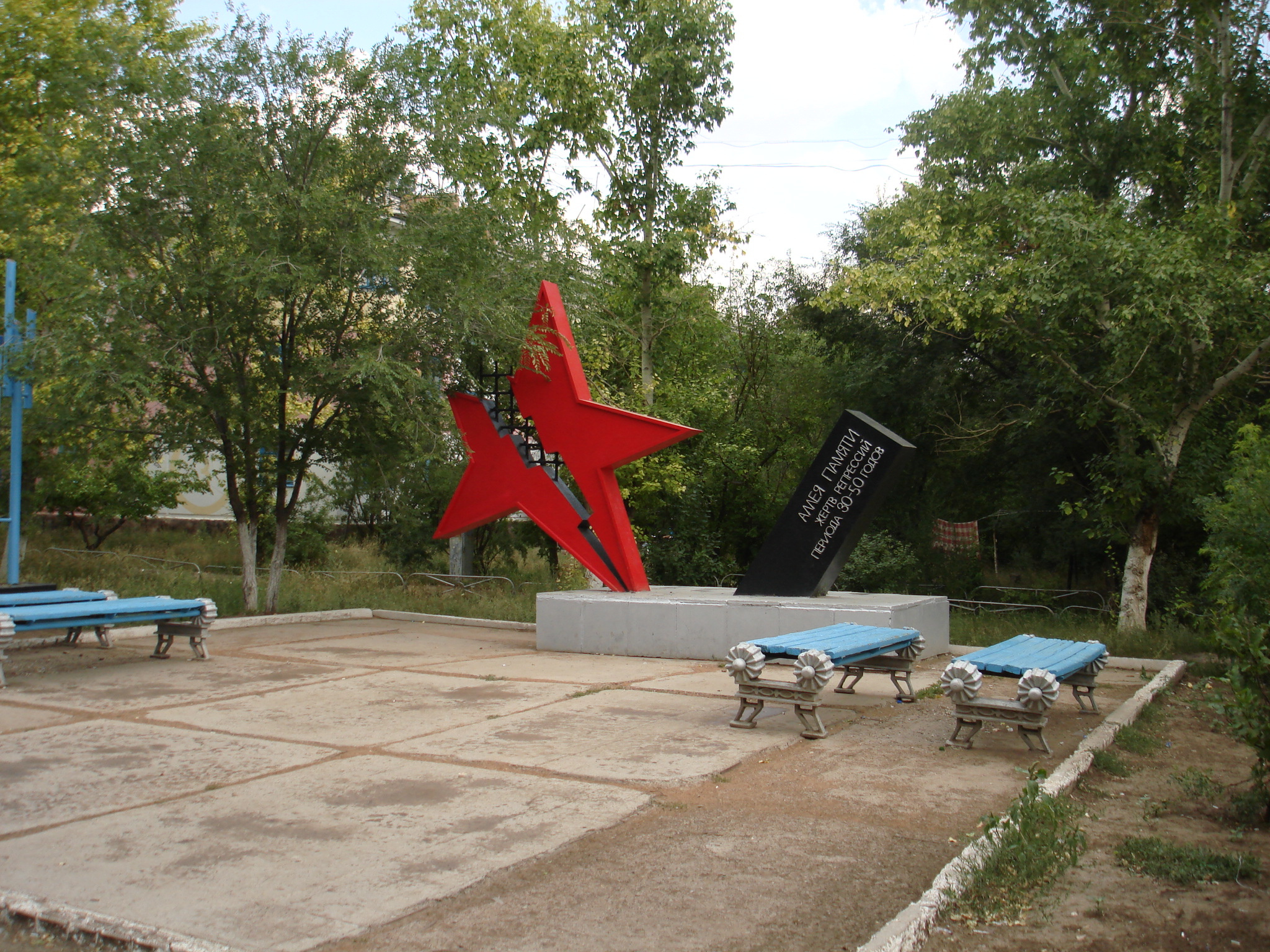
Denkmal für die Opfer politischer Repressionen und des Totalitarismus: „Akmolinsker Lager für Frauen der Verräter der Nation“

Das Land ist nach der Kasachischen Verfassung von 1995 eine Präsidialrepublik. Die Amtszeit des Staatsoberhauptes betrug bis September 2022 fünf Jahre und es war eine einmalige Wiederwahl möglich. Diese Regelung galt indes nicht für Nursultan Nasarbajew, den Präsidenten von der Staatsgründung 1991 bis 2019. Mit der Verfassungsänderung 2022 wurde die Amtszeit auf eine siebenjährige Periode begrenzt.
Das Parlament besteht aus einem Zweikammersystem – aus Senat und Unterhaus.
Das Unterhaus (Mäschilis) zählt seit 2022 98 Mitglieder, die in einer Mischung aus Verhältniswahl (69 Abgeordnete) und Mehrheitswahl in Wahlkreisen (29 Abgeordnete) gewählt werden. Für den Einzug in die Mäschilis benötigt eine Partei einen Stimmenanteil von 5 %.

### Politische Indizes
| Name des Index                     | Indexwert    | Weltweiter Rang | Interpretationshilfe | Jahr |
| ---------------------------------- | ------------ | --------------- | --- | ---- |
| Fragile States Index               | 57,8 von 120 | 115 von 179     | Stabilität des Landes: stabil 0 = sehr nachhaltig / 120 = sehr alarmierend Rang: 1 = fragilstes Land / 179 = stabilstes Land | 2024 |
| Demokratieindex                    | 3,08 von 10  | 118 von 167     | Autoritäres Regime 0 = autoritäres Regime / 10 = vollständige Demokratie                                                     | 2024 |
| Freedom in the World Index         | 23 von 100   | —               | Freiheitsstatus: unfrei 0 = unfrei / 100 = frei                                                                              | 2024 |
| Rangliste der Pressefreiheit       | 41,1 von 100 | 142 von 180     | Schwierige Lage für die Pressefreiheit 100 = gute Lage / 0 = sehr ernste Lage                                                | 2024 |
| Korruptionswahrnehmungsindex (CPI) | 40 von 100   | 88 von 181      | 0 = sehr korrupt / 100 = sehr sauber                                                                                         | 2024 |

### Innenpolitik

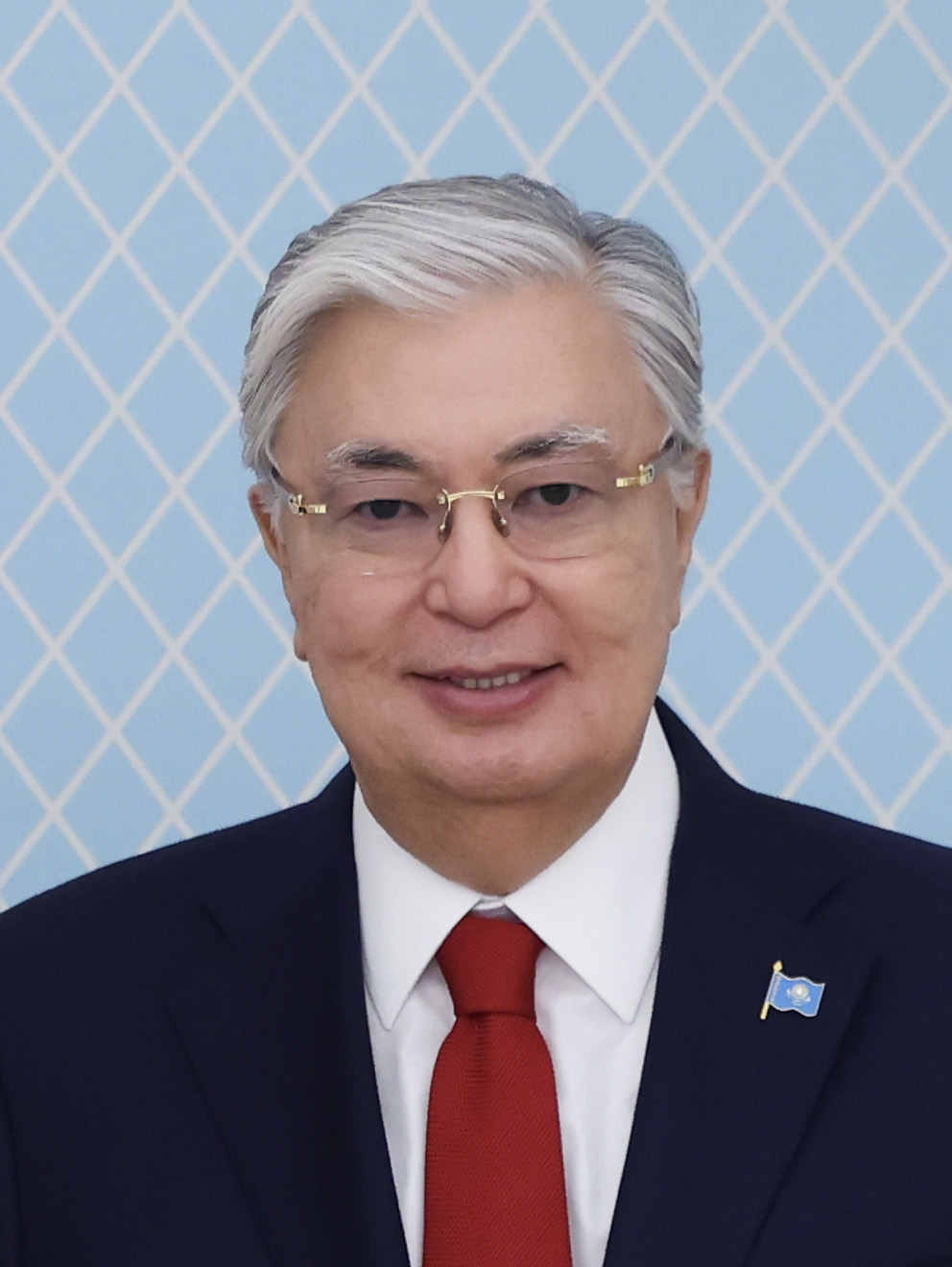
Qassym-Schomart Toqajew, aktueller Präsident Kasachstans

Die Innenpolitik wurde auch nach dem Ende der autoritären Regierungszeit Präsident Nasarbajews im Jahr 2019 zunächst weiterhin durch diesen geprägt, blieb dieser doch Vorsitzender des Sicherheitsrates auf Lebenszeit und ließ seine Position als „Führer der Nation“ in der Verfassung verankern. Nasarbajews Nachfolger wurde 2019 dessen langjähriger politischer Vertrauter Qassym-Schomart Toqajew. Vielen galt Toqajew anfänglich als „Platzhalter“, und es wurde spekuliert, dass Nasarbajew weiterhin die Fäden im Hintergrund zöge und seine Tochter Darigha Nasarbajewa zu seiner Nachfolgerin aufbauen wolle. Letztlich entwickelten sich die Verhältnisse jedoch anders. Nach den Massenprotesten in Kasachstan zur Jahreswende 2021/2022, die mit Hilfe von OVKS-Truppen niedergeschlagen wurden, nutzte Präsident Toqajew die in Bewegung geratene politische Landschaft um den gesamten Nasarbajew-Familienclan politisch zu entmachten. Symbolträchtig wurde im September 2022 auch die kasachische Hauptstadt von Nur-Sultan wieder in Astana rückbenannt und auch die Regierungspartei von Nur Otan in Amanat umbenannt. Mit einer durch ein Referendum bestätigten Verfassungsänderung leitete Toqajew eine vorsichtige Wende hin zu mehr politischem Pluralismus ein. Bei der Wahl 2021 gewann Amanat 76 der 99 Parlamentssitze.

#### Namensdebatte
2014 äußerte Präsident Nasarbajew die Absicht, den Namen des Landes zu ändern. Hintergrund der Initiative war die Abgrenzung zu anderen Staaten, deren Namen die Endung -stan enthalten, insbesondere zu Afghanistan und Pakistan. Der Präsident befürchtete, im Ausland negativ wahrgenommen zu werden, weil der Name Kasachstan negative Assoziationen hervorrufe. Nasarbajew argumentierte, die Mongolei sei für Ausländer interessanter, da der Landesname nicht die Silbe -stan enthalte. Ein Vorschlag für einen neuen Namen ist Kasach Eli, übersetzt „Land der Kasachen“. Ein anderer Vorschlag für den Landesnamen lautete „Kasachische Republik“. Das Projekt einer Änderung des Staatsnamens ist allerdings bisher nicht über Gedankenspiele hinaus gelangt.

### Außenpolitik

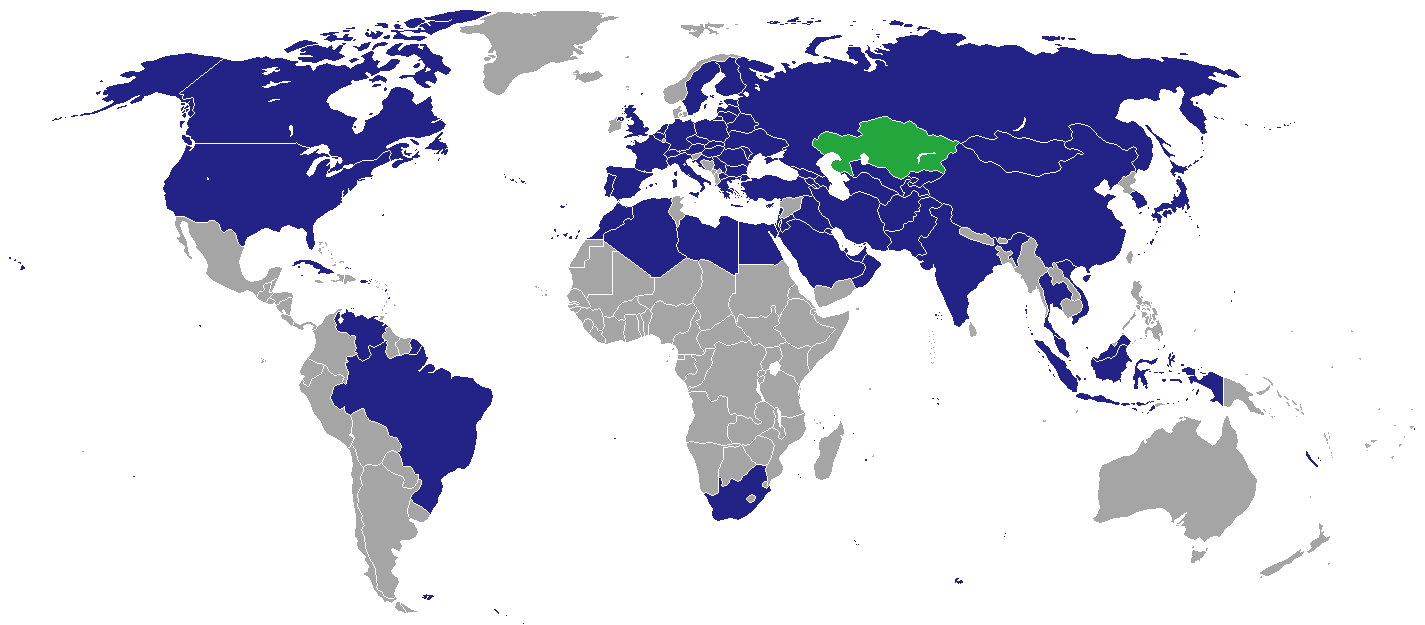
Staaten mit einer kasachischen Botschaft (2009)

Kasachstan unterhält strategische Partnerschaften mit Russland, China und den USA. Mit dem Nachbarn Russland verbindet Kasachstan der Vertrag über Freundschaft, Zusammenarbeit und gegenseitige Hilfe aus dem Jahr 1992; daneben die gemeinsame Grenze, eine starke handelspolitische Verflechtung und ein hoher russischer Bevölkerungsanteil. Auch befindet sich der Weltraumbahnhof Baikonur, der von Russland gepachtet wird, im Süden Kasachstans. Die Partnerschaft mit China existiert seit 2005, sie basiert namentlich auf dem gemeinsamen Interesse, die Transportinfrastruktur zwischen den Nachbarn auszubauen. Die Beziehungen zu den USA sind vor allem geprägt durch das Engagement großer US-amerikanischer Unternehmen im Land, aber auch durch gemeinsame Interessen, wie den Kampf gegen Terrorismus und gegen Drogen. Wegen Wasser- und Energiefragen nicht immer frei von Spannungen ist hingegen das Verhältnis zum Nachbarland Usbekistan.
Verstärkt haben sich die Beziehungen mit Europa. Sie gründen auf dem am 23. Januar 1995 in Brüssel unterschriebenen Abkommen über Partnerschaft und Zusammenarbeit, das am 1. Juli 1999 in Kraft trat.
Kasachstan ist Mitglied zahlreicher internationaler Organisationen wie der UNO und allen UNO-Organisationen (z. B. UNESCO), der Shanghaier Organisation für Zusammenarbeit (SCO), der Organisation des Vertrags über kollektive Sicherheit, der GUS, der Organisation der Islamischen Konferenz (OIC), der Organisation für wirtschaftliche Zusammenarbeit (ECO) und der Organisation für Sicherheit und Zusammenarbeit in Europa (OSZE). Im Jahr 2010 hatte Kasachstan den OSZE-Vorsitz inne. Kasachstan ist des Weiteren aktives Mitglied des Türkischen Rates sowie der TÜRKSOY-Gemeinschaft. In den letzten Jahren hat das Land seine Aktivitäten im Türkischen Rat massiv erhöht und plant, zukünftig eine aktivere Rolle im Rat einzunehmen. So wurde zum Beispiel auf Initiative Kasachstans die südkasachische Stadt Türkistan zur „spirituellen Hauptstadt der türkischen Welt“.
In der geostrategischen Analyse von Zbigniew Brzeziński in seinem grundlegenden Werk „Die einzige Weltmacht“ wird Kasachstan aus US-amerikanischer Perspektive als „Schild (Usbekistan als die Seele) des nationalen Erwachens der verschiedenen Völker der Region“ verstanden. Kasachstan schütze die anderen Länder vor direktem russischen Druck, da es allein an Russland grenzt. Kasachstan rivalisiere mit Usbekistan um die regionale Vorherrschaft. Kasachstan sei für Russland „höchst verlockend“, "weil es aufgrund seiner ethnischen Probleme in einer offenen Konfrontation mit
Moskau mit Sicherheit den kürzeren zöge." Außerdem wirkt die Angst der Kasachen vor China und die Unruhe der Regierung über den chinesischen Umgang mit den Uiguren in Xinjang zugunsten einer Annäherung an Russland. Eine Abhängigkeit von Russland würde Kirgistan und Tadschikistan in die Einflusssphäre Moskaus bringen, das dann „sowohl Usbekistan als auch Turkmenistan stärker unter Druck setzen könnte“.
Die Europäische Union formuliert ihre politischen Ziele gegenüber dem Land seit 2007 unter anderen durch ihre EU-Zentralasienstrategie.
Am 30. November 2015 trat Kasachstan nach 20-jährigen Verhandlungen als 162. Mitglied der Welthandelsorganisation (WTO) bei.
Durch das Partnerschaftsabkommen mit der Europäischen Union, welches am 21. Dezember 2015 in Astana unterzeichnet wurde, erhofft sich die Regierung Kasachstans, das Land für den Tourismus zu öffnen. Zudem fand die Expo 2017 in der Hauptstadt Astana statt.

### Militär

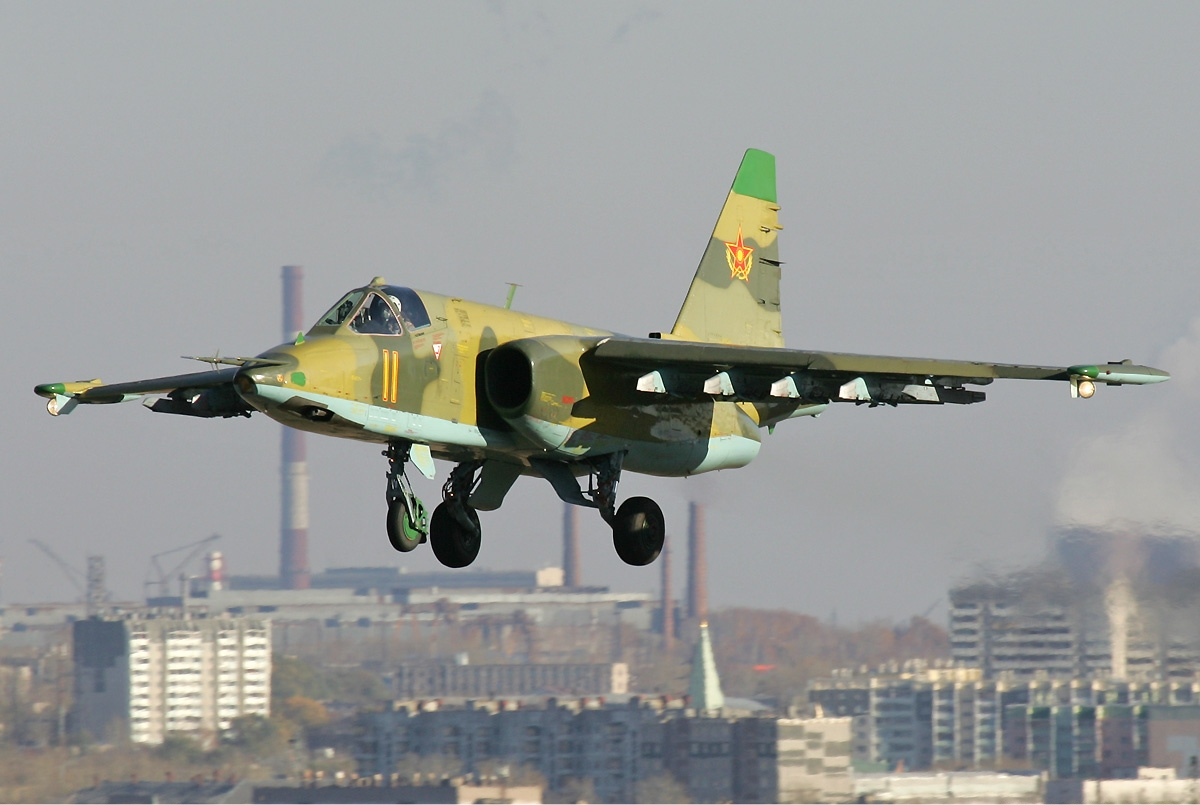
Su-25 der kasachischen Luftwaffe

Kasachstan gab 2017 knapp 0,8 Prozent seiner Wirtschaftsleistung oder 1,3 Milliarden US-Dollar für seine Streitkräfte aus. Das Land ist weiterhin ein Verbündeter Russlands.
Nukleare Testgebiete
Von 1949 bis 1989 fanden – ohne Menschen aus dem dünn besiedelten Gebiet auszusiedeln – auf dem im Nordosten des Landes gelegenen Atomwaffentestgelände Semipalatinsk nahe Kurtschatow 470 Atomtests (davon 124 oberirdisch) statt. Das stark kontaminierte Areal wurde am 29. August 1991 geschlossen.
Zu Zeiten der Sowjetunion gab es weitere kleine Atomtestgebiete, u. a. zwei im Nordwesten Kasachstans, auf der kaspischen Halbinsel Mangyschlak und nördlich des Aralsees. Über das Land sind fünf Standorte für Raketentests verteilt. Auf dem Raketentestgelände Saryschagan befindet sich außerdem das Lasertestzentrum Terra-3.

## Menschenrechte
In Kasachstan ist die Menschenrechtslage angespannt; jedoch hat das Land in den letzten zehn Jahren nach Einschätzung des Auswärtigen Amtes (Stand 2012) begrenzte Fortschritte auf dem Weg zu einem Rechtsstaat gemacht. Im Oktober 2010 hatte der UN-Sonderberichterstatter Folter und andere grausame, unmenschliche oder erniedrigende Behandlung oder Strafen in Kasachstan kritisiert. Das Land verberge das volle Ausmaß der Folter und anderer Misshandlungen in seinem Haft- und Gefängnissystem weiterhin. Korruption und politische Intervention im Rechtsbereich sind an der Tagesordnung. In Strafverfahren werden häufig Verfahrensregeln verletzt. Reformanstöße von innen und außen werden zögernd angenommen und umgesetzt.
Ab 2004 galt ein Moratorium (Aufschiebung, Einstellung) für den Vollzug der Todesstrafe. 2009 hatte Präsident Nasarbajew ein Gesetz zur Aufhebung der Todesstrafe unterzeichnet. Davon ausgenommen waren jedoch einige terroristische Straftaten und Kriegsverbrechen. 2016 wurde Ruslan Kulekbajew, ein Sympathisant der radikalen salafistischen Strömung, zum Tode verurteilt, nachdem er auf einer Polizeistation in der Stadt Almaty zehn Personen, darunter acht Polizisten erschossen hatte. Anfang 2021 schaffte Kasachstan die Todesstrafe endgültig ab; Präsident Toqajew unterzeichnete nach offiziellen Angaben eine entsprechende Verfügung. Das Todesurteil Ruslan Kulekbajews wurde in eine lebenslange Haftstrafe umgewandelt.

### Rechtsstaat
2010 führten die Behörden eine Reihe von Maßnahmen ein, die darauf abzielten, Folter zu verhindern. Dazu gehörten ein erleichterter Zugang unabhängiger öffentlicher Beobachter zu Hafteinrichtungen und eine öffentliche Verpflichtung, gegenüber Folter eine „Null-Toleranz-Politik“ walten zu lassen.
2010 verschob die Regierung die Einrichtung des Nationalen Präventionsmechanismus, eines unabhängigen Überwachungsmechanismus für Haftanstalten, um drei Jahre. Trotz erster Maßnahmen berichteten Personen laut Amnesty International, die sich im Polizeigewahrsam befanden, dass sie sowohl vor als auch nach der formalen Registrierung ihrer Haft in einer Polizeistation häufig Folter und anderen Misshandlungen ausgesetzt waren. Polizeibeamte verstießen oft gegen das Strafvollzugsgesetz, das eine Registrierung von Gefangenen binnen drei Stunden nach ihrer Inhaftierung vorsieht.

### Meinungsfreiheit
Die Nichtregierungsorganisation Reporter ohne Grenzen sieht in Kasachstan eine schwierige Lage für die Pressefreiheit. Die Meinungs- und Medienfreiheit ist eingeschränkt. Kritik am Präsidenten und seiner Familie kommt vor, jedoch nur punktuell. Missliebige Journalisten werden drangsaliert und im kasachischen Internet werden bestimmte Seiten blockiert.
Bolat Atabajew, ein prominenter kasachischer Theaterregisseur und Menschenrechtler, war etwa wegen seiner kritischen Äußerungen im Zusammenhang mit der gewaltsamen Niederschlagung der friedlichen Proteste von Ölarbeitern in der Stadt Schangaösen (siehe Schangaösen-Massaker) im Juni 2012 verhaftet worden. Rund drei Wochen später kam er wieder frei und ging anschließend ins Exil nach Deutschland. Für seinen Einsatz für mehr Demokratie in Kasachstan wurde Atabajew im August desselben Jahres die Goethe-Medaille verliehen.

### Religions- und Versammlungsfreiheit
Die Religions- und Versammlungsfreiheit wird vom Staat restriktiv gehandhabt. Religiöse Gruppen am Rande des religiösen Spektrums werden als Gefährdung wahrgenommen. Wer sich zu seinem Glauben bekennt, riskiert mehrjährige Haftstrafen. Der UN-Menschenrechtsausschuss forderte Kasachstan daher 2016 auf, seine Verfassung zu ändern, um Religionsfreiheit zu gewähren. Der Islam spielt eine zunehmende Rolle im täglichen Leben, ist aber mit wenig Ausnahmen weitgehend tolerant.

### Frauenrechte und Minderheitenschutz
Frauen sind in Spitzenpositionen von Politik und Wirtschaft trotz ihrer relativ hohen Bildungs- und Erwerbstätigkeitsquote wenig vertreten. Kernproblem ist der deutliche Lohnnachteil für Frauen, ihre schlechte soziale Absicherung (hohe Alleinerziehungsquote) sowie ihr unzulänglicher Gesundheitsschutz. Die Polygamie (nach der islamischen Scharia sind einem Muslim bis zu vier Ehefrauen erlaubt), die selbst zu Sowjetzeiten nie ganz aus Kasachstan verschwunden war, spielt bei muslimischen Männern weiterhin eine gewisse Rolle – sei es auch nur als Statussymbol (Stand 2013). Offiziell werden Mehrehen staatlicherseits nicht anerkannt, allerdings wurde die Polygamie im Jahr 1998 in Kasachstan im Gegensatz zu den anderen zentralasiatischen Nachbarstaaten dekriminalisiert. Mehrfach wurden Gesetzesentwürfe zur Legalisierung der Polygamie im Parlament eingebracht, scheiterten dort jedoch auch am Widerstand weiblicher Abgeordneter. Befürworter der Legalisierung argumentierten, dass damit den Nebenfrauen und deren Kindern ein rechtlich gesicherter Status verschafft würde. Im Global Gender Gap Report, der die Gleichberechtigung von Männern und Frauen in einer Gesellschaft misst, belegte Kasachstan 2017 Platz 52 von 144 Ländern.

### Homosexualität
Homosexualität ist in großen Teilen der Gesellschaft in Kasachstan tabuisiert, seit 1998 jedoch legal. Die vom Staat größtenteils veröffentlichte Meinung diskriminiert homosexuelle Menschen in Kasachstan und staatliche Behörden wie die Polizei bedrängen LGBT-Aktivisten im Land.

### Politische Freiheit
Wahlfreiheit ist in Kasachstan aufgrund verschiedener Gesetze schwierig, da die Gesetze immer wieder verschärft wurden und somit hohe Barrieren für eine Präsidentschaftskandidatur von der Opposition geschaffen haben, zum Beispiel, dass man erst, nachdem man 15 Jahre ohne Unterbrechung in Kasachstan gelebt hat, zur Präsidentschaftswahl antreten darf.
Nach der Abdankung des langjährigen Präsidenten Nursultan Nasarbajew fanden am 9. Juni 2019 Präsidentenwahlen statt. Dabei geht die frühere Senatorin Sauresch Battalowa davon aus, dass Nursultan Nasarbajew auch aufgrund seines Strafverfolgungsschutzes („Elbasy“) abgetreten ist. Sein vorbestimmter Nachfolger Qassym-Schomart Toqajew, der Nursultan Nasarbajews langjähriger Vertrauter ist, wird durch diese „Scheinwahl“ vereidigt. Zudem wurde Nursultan Nasarbajew nach der Abdankung zum Ehrensenator ernannt. Und als Chef der Regierungspartei Nur-Otan wird er „weiterhin die Politik vorgeben“.
Frühere Oppositionsführer haben sich meistens in die Nachbarländer (vor allem Russland und Mongolei) abgesetzt, um der Strafverfolgung zu entgehen. In dem heutigen Parlament ist eine Opposition nicht zu finden.

### Arbeitnehmerrechte
Laut einer Studie des Internationalen Gewerkschaftsbundes aus dem 2020 gehört Kasachstan unter den 144 untersuchten Staaten zu den zehn, in denen Arbeitnehmerrechte am schwersten verletzt werden. Der Staat wird insbesondere für das Vorgehen gegen unabhängige Gewerkschaften und die juristische Verfolgung der Vorsitzenden kritisiert. So wurde auf Initiative mehrerer Mineralölkonzerne im Jahr 2021 durch eine Regionalbehörde eine Klage eingereicht, deren Ziel die Auflösung der Gewerkschaft der Energieindustrie ist.

## Wirtschaft

Der Transport Tower in Astana

Das Wirtschaftswachstum der letzten Jahre (seit 1999) betrug im Durchschnitt 9,3 %. 2004 legte das BIP (Bruttoinlandsprodukt) um 9,4 % zu. Damit ragte Kasachstan in der Region Zentralasien als Vorbild für eine Transformations-Wirtschaft hervor und ließ alle anderen Länder der Region weit hinter sich. Die wirtschaftliche Lage Kasachstans hat sich weiterhin verbessert und die Regierung fördert zunehmend ausländische Direktinvestitionen. Von den Öl- und Gasressourcen des Landes profitiert jedoch nur eine schmale Elite. Seit 2003 erfolgen Versuche zur Reduzierung der Rohstoffabhängigkeit der Wirtschaft. Zu den seit 2008 realisierten Projekten der Intensivierung der Wertschöpfung durch Weiterverarbeitung einheimischer Rohstoffe gehören Walzstahl- und Siliziumwerke in Karaganda, die Chromerzaufbereitung in Aqtöbe und ein Eisenlegierungswerk in Taras.
Kasachstan ist die größte Wirtschaft und das reichste Land Zentralasiens. 2023 betrug das BIP (kaufkraftbereinigt) pro Kopf 39.463 internationale US-Dollar.
Das Genossenschaftswesen spielt eine gewisse Rolle. An Erzeuger-, Verbraucher-, Mietergenossenschaften usw. sind etwa 5 % bis 10 % der Einwohner Kasachstans beteiligt.
Als Folge der Krise 2009 wurden von Zollabgaben freie Wirtschaftszonen gegründet. Die Wirtschaftskommission für Europa (UNECE) konstatiert jedoch deutliche Defizite bei der Entwicklung kleiner und mittlerer Unternehmen und bei der Gründungsförderung.
Kasachstan ist Gründungsmitglied der seit dem 1. Januar 2015 existierenden Eurasischen Wirtschaftsunion (EAWU). Im Dezember 2015 trat Kasachstan als 162. Mitglied der Welthandelsorganisation (WTO) bei. Die Beitrittsverhandlungen dauerten fast 20 Jahre an und werden als die schwierigsten überhaupt bezeichnet. In besonderem Maße haben dazu die Verhandlungen um die Zolltarife mit den Mitgliedstaaten der Eurasischen Wirtschaftsunion beigetragen. Nun soll durch das geschlossene Abkommen der Importzoll des Landes binnen 5 Jahren auf 6,1 %, für Agrargüter auf 7,6 % gesenkt werden. Aus Sicht des ehemaligen kasachischen Präsidenten Nursultan Nasarbajew ergeben sich durch die Mitgliedschaft weitere Möglichkeiten für das Wachstum der kasachischen Wirtschaft, bereits circa 90 % des Handels entfielen auf WTO-Staaten.
Im Global Competitiveness Index, der die Wettbewerbsfähigkeit eines Landes misst, belegte Kasachstan Platz 53 von 138 Ländern (Stand 2016–2017). Der Index für wirtschaftliche Freiheit 2024 des Landes war der 67 höchste von 176 Ländern. Der Staat hat nach wie vor viel Einfluss auf die kasachische Wirtschaft, auch wenn in den letzten Jahren zahlreiche Privatisierungen durchgeführt wurden.

Wirtschaftswachstum nach Daten der Weltbank

| Jahr                                    | 2010   | 2015   | 2016   | 2017   | 2018   | 2019   | 2020   | 2021   | 2022   | 2023   |
| --------------------------------------- | ------ | ------ | ------ | ------ | ------ | ------ | ------ | ------ | ------ | ------ |
| BIP in Mrd. USD (Kaufkraftparität)      | 303,6  | 415,1  | 422,8  | 447,1  | 475,1  | 551,1  | 565,8  | 650,5  | 719,8  | 783,8  |
| BIP pro Kopf in USD (Kaufkraftparität)  | 18.601 | 23.660 | 23.760 | 24.789 | 25.997 | 29.768 | 30.165 | 34.233 | 36.661 | 39.463 |
| BIP-Wachstum (real)                     | 7,3 %  | 1,0 %  | 0,9 %  | 3,9 %  | 4,1 %  | 4,5 %  | −2,6 % | 4,1 %  | 3,3 %  | 5,1 %  |
| Inflation (in Prozent)                  | 7,1 %  | 6,7 %  | 14,6 % | 7,4 %  | 6,0 %  | 5,2 %  | 6,8 %  | 8,0 %  | 15,0 % | 14,6 % |
| Staatsverschuldung (in Prozent des BIP) | 11 %   | 22 %   | 20 %   | 20 %   | 20 %   | 20 %   | 26 %   | 25 %   | 24 %   | 23 %   |

### Rohstoffe

Unternehmenssitz von KazMunayGas

Erdöl- und Erdgasförderung sowie Ölprodukte bilden die Basis der kasachischen Wirtschaft. In den 1990er-Jahren wurden im Norden des Kaspischen Meeres und in der kasachischen Steppe die größten Erdölreserven der letzten 30 Jahre gefunden. Experten schätzen sie auf rund neun Milliarden Barrel. Die Ausbeutung erfolgt mit Hilfe ausländischer Gesellschaften. Sie müssen von der Fördermenge zwischen 40 % und 50 % an den kasachischen Staat abgeben. Allein im Jahr 2002 wurden in Kasachstan rund 360 Millionen Barrel im Wert von 7 Milliarden Euro gefördert. Dank der zunehmenden Ausbeutung der in den 1990er-Jahren entdeckten riesigen Vorkommen konnte die Fördermenge bis zum Jahr 2010 auf rund 580 Millionen Barrel gesteigert werden. Dank dem gleichzeitig stark gestiegenen Ölpreis stiegen die Öleinkünfte daher um ein Vielfaches und verhelfen Kasachstan zu einem sehr starken Wirtschaftswachstum.
Die Fördermenge soll auch in Zukunft weiter ausgeweitet werden, da wichtige Felder im Kaspischen Meer noch erschlossen werden. Die Gasförderung in Kasachstan hat sich in den zehn Jahren zwischen 2000 und 2010 von 10,4 Milliarden m³ auf 33,6 Milliarden m³ mehr als verdreifacht. Kasachstan ist eines der Länder, die in der strategischen Ellipse liegen. In Kasachstan sind weite Landstriche durch die radioaktiven Abfälle aus Öl- und Gasförderung verseucht.
Als Energieträger hatte Steinkohle für viele Jahre und auch noch 2021 für das Land die größte Bedeutung. Kasachstan ist andererseits der weltgrößte Exporteur von Uran und besitzt reiche Reserven an Zinn, Uran, Blei, Zink, Bauxit, Eisen, Gold, Silber, Phosphor, Mangan, Kupfer und anderem.

### Industrielle Produktion
Sehr gut entwickelt ist auch die Hüttenindustrie (Schwarz- und Buntmetalle) sowie deren Erzeugnisse. In Kasachstan werden zudem chemische Erzeugnisse (Dünger, Kunststoffe), Maschinen, Ausrüstungen, Textilien und Lebensmittel hergestellt. Die wichtigsten Industriezentren sind Almaty, Qaraghandy, Schymkent, Pawlodar und Aqtöbe.

### Landwirtschaft
Rund 75 % der Landesfläche sind landwirtschaftlich nutzbar. So deckt Kasachstan seinen Bedarf an Getreide dank der fruchtbaren Steppenböden und trotz geringer Erträge aufgrund von Trockenheit vollständig selbst und exportiert die Überschüsse in Höhe von vier bis fünf Millionen Tonnen. Seit 2005 wird ein Teil der Exporte über die lettischen Hafenstädte Liepāja und Ventspils abgewickelt. Das von den beiden Staaten gemeinsam errichtete Ventspils Grain Terminal ist für die Verschiffung von jährlich 2,5 Millionen Tonnen Getreide ausgelegt. Im Norden besteht um die Hauptstadt Astana ein landwirtschaftlich gut erschlossenes Gebiet. Der russische Name der Stadt von 1961 bis 1991 (Zelinograd, „Neulandstadt“) deutet darauf hin, dass es sich um urbar gemachtes Steppenland handelt, das auf Geheiß des Zentralkomitees der Kommunistischen Partei der Sowjetunion unter Nikita Chruschtschow ab 1954 erschlossen wurde. Während das Niveau der Getreideerträge in den ersten Jahrzehnten nach der Urbarmachung weit hinter den Erwartungen zurückblieb, gelang nach der Jahrtausendwende eine Stabilisierung. In den südlichen Gebieten von Almaty bis Schymkent werden Früchte angebaut. Von großer Bedeutung vor allem für die Bewohner der Halbwüsten- und Wüstengebiete ist die Viehhaltung. Es werden hauptsächlich Schafe gezüchtet, außerdem Ziegen, Kühe und Pferde. In russisch oder früher deutsch dominierten Regionen ist auch Schweinezucht verbreitet.
Im Süden steht der Aralsee infolge extensiver Wasserentnahme – auf kasachischer Seite entlang dem Syrdarja, einem der beiden Hauptzuflüsse – zur landwirtschaftlichen Kultivierung der Region vor dem Austrocknen, was eine der größten ökologischen Katastrophen der heutigen Zeit darstellt.

### Finanzwirtschaft
Das Finanzzentrum des Landes ist die ehemalige Hauptstadt Almaty. Hier haben alle großen Kreditinstitute Kasachstans ihren Hauptsitz, unter anderen Kazkommertsbank, Halyk Bank und Alliance Bank. Der BTA Bank stellten viele westliche Großbanken erhebliche Kreditmittel zur Verfügung; ihr ehemaliger Vorstand Muchtar Äbljasow ist derzeit Mittelpunkt von Ermittlungen über den Verbleib der Gelder. Die Wertpapierbörse des Landes ist die Kasachische Börse und befindet sich im neuen Finanzbezirk Almatys. Ihr Leitindex für die Volkswirtschaft ist der KASE Index. Außerdem verfügt die Regierung Kasachstans über diverse Staatsfonds um das Vermögen für die zukünftigen Generationen zu verwalten und zu investieren. Der größte und Einflussreichste Fonds ist der Samruk-Kazyna, der nach dem Singapurischen Vorbild errichtet wurde. Ergänzt wird er vom Kazakhstan National Fund und der JSC National Investment Corporation of the National Bank of Kazakhstan.

### Außenhandel
Der Außenhandel entwickelte sich in den letzten Jahren folgendermaßen:
| Ausfuhr (in %) nach | Ausfuhr (in %) nach | Einfuhr (in %) von  | Einfuhr (in %) von |
| ------------------- | ------------------- | ------------------- | ------------------ |
| Volksrepublik China | 16,4                | Russland            | 42,1               |
| Italien             | 14,7                | Volksrepublik China | 20,2               |
| Russland            | 11,5                | Deutschland         | 04,4               |
| Niederlande         | 07,3                | Vereinigte Staaten  | 03,3               |
| Türkei              | 04,9                | Türkei              | 02,8               |
| Usbekistan          | 04,7                | Usbekistan          | 02,6               |
| Frankreich          | 04,0                | Frankreich          | 02,5               |
| sonstige Staaten    | 36,5                | sonstige Staaten    | 24,6               |

| Jahr    | 2019     | 2019      | 2020     | 2020      | 2021     | 2021      |
| Jahr    | Mrd. US$ | % gg. Vj. | Mrd. US$ | % gg. Vj. | Mrd. US$ | % gg. Vj. |
| ------- | -------- | --------- | -------- | --------- | -------- | --------- |
| Einfuhr | 39,7     | +18,0     | 38,9     | −2,0      | 41,2     | +5,8      |
| Ausfuhr | 58,1     | 0−5,0     | 47,5     | −18,1     | 60,3     | +26,9     |
| Saldo   | +18,4    |           | +8,6     |           | +19,1    |           |

### Staatshaushalt
Der Staatshaushalt umfasste 2016 Ausgaben von umgerechnet 27,25 Milliarden US-Dollar, dem standen Einnahmen von umgerechnet 23,35 Milliarden US-Dollar gegenüber. Daraus ergibt sich ein Haushaltsdefizit in Höhe von 3,9 % des BIP.

Die Staatsverschuldung betrug 2016 21,1 % des BIP.
2020 betrug der Anteil der Staatsausgaben (in % des BIP) folgender Bereiche:
- Gesundheit: 3,8 %
- Bildung: 4,5 %
- Militär: 0,8 % (2023)

## Infrastruktur

### Feuerwehr
In der Feuerwehr in Kasachstan waren im Jahr 2019 landesweit 17.500 Berufs- und 43.000 freiwillige Feuerwehrleute organisiert, die in 413 Feuerwachen und Feuerwehrhäusern, in denen 3.172 Löschfahrzeuge und 340 Drehleitern bzw. Teleskopmasten bereitstehen, tätig sind. Die kasachischen Feuerwehren wurden im selben Jahr zu 63.727 Einsätzen alarmiert, dabei waren 13.850 Brände zu löschen. Hierbei wurden 323 Tote von den Feuerwehren bei Bränden geborgen und 978 Verletzte gerettet. Die nationale Feuerwehrorganisation im Ministerium für Notfallsituationen repräsentiert die kasachischen Feuerwehren.

### Eisenbahn
Das Streckennetz in Kasachstan wird von der Staatsbahn Kasachstan Temir Scholy (KTZ) betrieben, es umfasst 13.700 Kilometer Strecken in der Russischen Breitspur (1.520 Millimeter Spurweite), davon sind 4.237,5 Kilometer elektrifiziert (2022).
Die bekannteste Verkehrsachse ist die Turkestan-Sibirische Eisenbahn (Turksib) von Semei über Almaty nach Arys. Von der Station Schu, 300 km westlich von Almaty, erfolgt der direkte Anschluss der Turksib über die Karaganda-Eisenbahn (Карагандинская железная дорога Karagandinskaja schelesnaja doroga) nach Karaganda an das nordkasachische Streckennetz. In Arys werden die westkasachischen Städte Aqtöbe, Atyrau und Aqtau über die Strecke, die durch Qysylorda verläuft, verbunden.
Bis 2015 soll der Bau einer Hochgeschwindigkeitsstrecke zwischen der Hauptstadt Astana und Almaty beendet sein. Auf der Strecke sollen die Züge eine Geschwindigkeit von 350 Kilometer pro Stunde erreichen können und fünf Millionen Passagiere jährlich transportieren. Beim Bau der Strecke arbeitet Kasachstan eng mit der Volksrepublik China zusammen.
Kasachstan ist ein wichtiges Transitland im Güterverkehr, weil durch das Land die kürzeste Eisenbahnverbindung zwischen Europa und China verläuft. Dies wurde mit Testzügen des Trans-Eurasia-Express bewiesen. Bisher wurde hierzu der Grenzübergang Alashankou/Dostyk benutzt, über den jährlich mehr als 15 Millionen Tonnen Fracht abgewickelt werden. Zur Erweiterung der Kapazitäten wurde am 22. Dezember 2012 die weiter südlich verlaufende, 293 Kilometer lange Neubaustrecke Korgas–Zhetygen eröffnet, die für ein ähnlich hohes Gütervolumen vorgesehen ist. Da Kasachstan und China unterschiedliche Spurweiten benutzen, sind in den beiden Grenzbahnhöfen Dostyk und Korgas Umspuranlagen vorhanden.

### Straßennetz und Nahverkehr

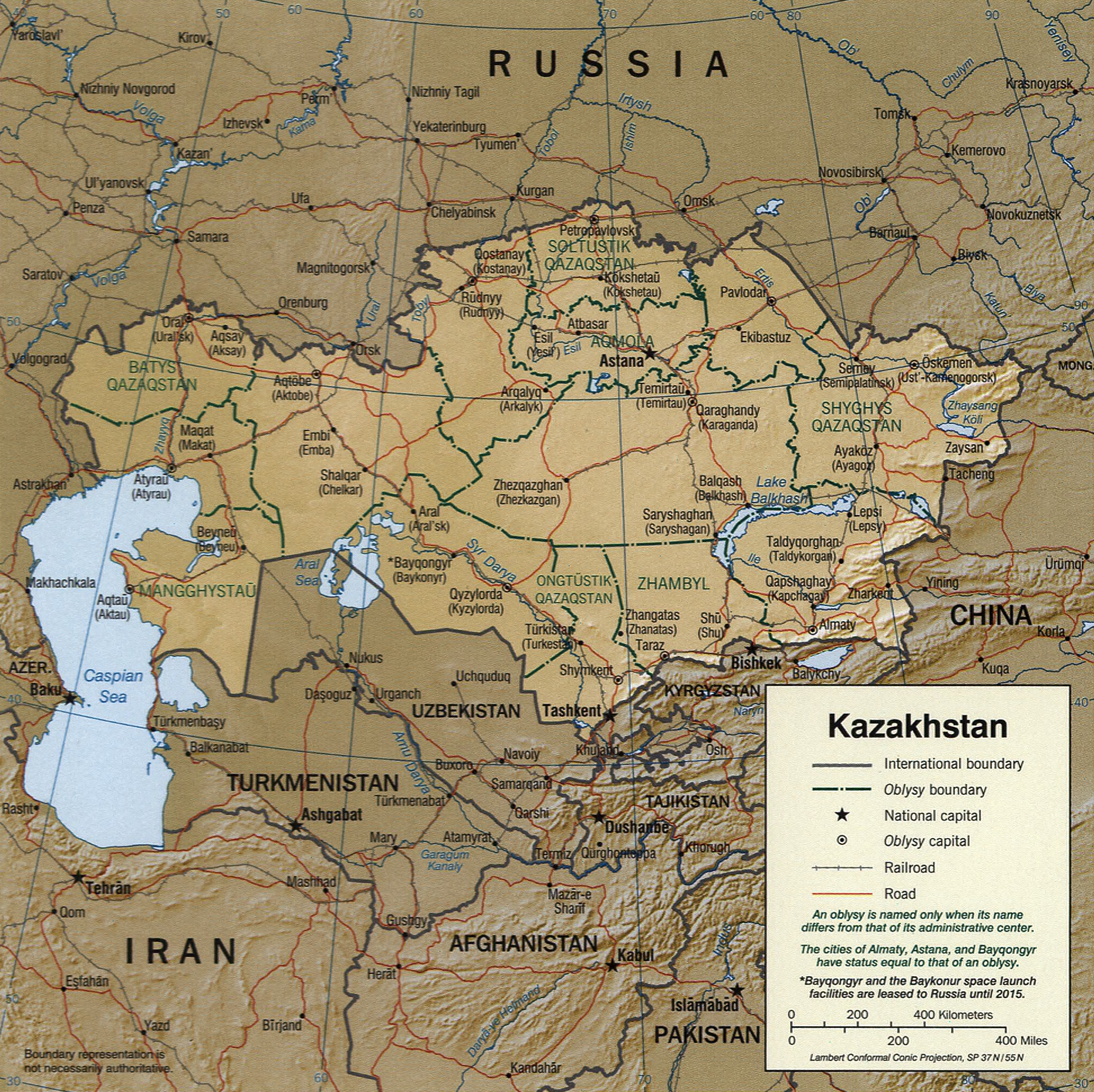
Karte von Kasachstan mit eingetragenen Straßen und Eisenbahnverbindungen

Das Fernstraßennetz ist auf dem Papier durchschnittlich entwickelt und umfasst etwa 141.000 Kilometer, europäischen Standards entspricht lediglich die Magistrale Astana–Almaty. Die Fernstraßen sind außerhalb der Ballungsgebiete nicht wie die Schnellstraßen oder Autobahnen ausgebaut und auch bei größeren breiten Straßen nicht voneinander durch Leitplanken getrennt. In Nordkasachstan erinnern einsame, aber fertig ausgebaute, Autobahnkreuze am Stadtrand einiger mittelgroßer Städte daran, wie groß einmal die sowjetischen Pläne für das Straßennetz waren. Von diesen Inseln abgesehen ist das Straßennetz nur im Großraum Almaty einigermaßen gut und sicher befahrbar. Im Norden und Osten des Landes weisen die Straßen regelmäßig große Schäden auf, die Fahrzeug und Insassen stark gefährden können. Vereinzelt (z. B. die A7 südlich des Alakölsee) sind Fernstraßen sogar nur im Schritttempo befahrbar (Sommer 2014). Im Süden des Landes herrscht zwar vermehrte Bautätigkeit an Straßen, aufgrund der enormen Größe Kasachstans wird es jedoch voraussichtlich noch Jahrzehnte dauern, bis zumindest die Fernstraßen sicher befahrbar sein werden (vgl. Kasachstan 2050). Durch das Investitionsprogramm Nurly Schol investiert die kasachische Regierung seit 2015 jährlich mehrere Hundert Millionen € in den Neu- und Ausbau von Straßen in Kasachstan.
Die wichtigsten internationalen Fernstraßen in Kasachstan sind die M32, M36 und M38.

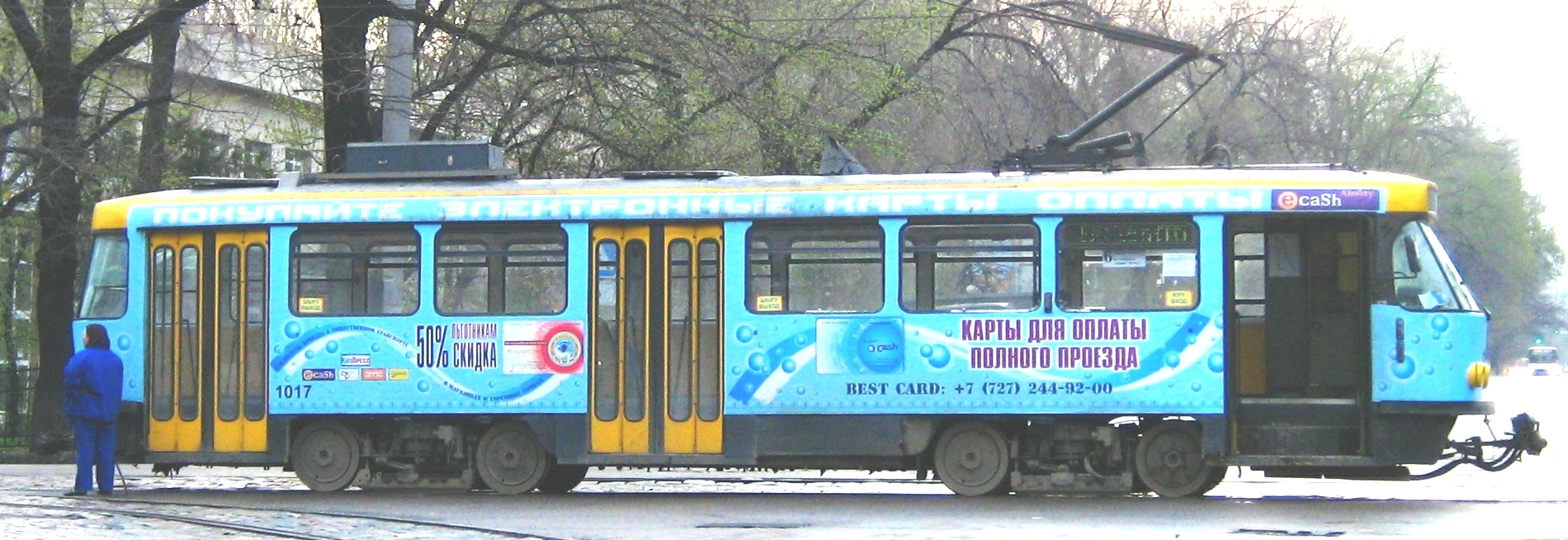
Straßenbahn in Almaty (Wagen aus Dresden)

Der öffentliche Nahverkehr war zu sowjetischen Zeiten gut ausgebaut, in den größeren Städten verkehrten Straßenbahnen und Oberleitungsbusse. Diese wurden im unabhängigen Kasachstan deutlich reduziert. In Almaty wurde bereits zu sowjetischer Zeit mit dem Bau einer Metro begonnen, die erste Strecke wurde 2011 eröffnet. Das Projekt der Stadtbahn Astana ist jünger, der erste Teilabschnitt sollte 2014 eröffnet werden.

### Wasserstraßen
In Atyrau und Aqtau befinden sich Häfen am Kaspischen Meer. Wichtige Wasserstraßen sind Irtysch und Schajyq.

### Flugverkehr

Flughafen Astana

Die größten Flughäfen Kasachstans sind die in der Hauptstadt Astana und in Almaty. Sie werden von mehreren internationalen Fluggesellschaften angeflogen. Die Lufthansa verbindet die beiden Städte mit Frankfurt am Main. Ein weiterer wichtiger Flughafen ist der Flughafen Qaraghandy Sary-Arka. Daneben verfügt beinahe jede Großstadt des Landes über einen kleineren Flughafen.
Die Air Astana ist die nationale Fluggesellschaft. Eine weitere große Fluggesellschaft ist SCAT Airlines.
Im Juli 2009 ordnete die Europäische Kommission durch Verordnung ein Betriebsverbot in der Europäischen Union für sämtliche in Kasachstan registrierten Fluggesellschaften an. Die für die Sicherheitsaufsicht über die in Kasachstan zugelassenen Luftfahrtunternehmen zuständige Behörde erwies sich nach Ansicht der Kommission als nicht in der Lage, die geltenden internationalen Sicherheitsnormen anzuwenden und durchzusetzen. Air Astana durfte ab Dezember 2015 wieder Flüge in die Union durchführen. Im Dezember 2016 wurde auch das EU-Betriebsverbot für die übrigen Fluggesellschaften des Staates aufgehoben.

### Weltraumbahnhof
In Baikonur befindet sich der größte Weltraumbahnhof der Welt (Kosmodrom Baikonur). Er ist von Russland für 115 Millionen Dollar jährlich bis 2050 gepachtet worden. Seit 2012 baut Russland am Kosmodrom Wostotschny auf eigenem Staatsgebiet.

### Sehenswürdigkeiten

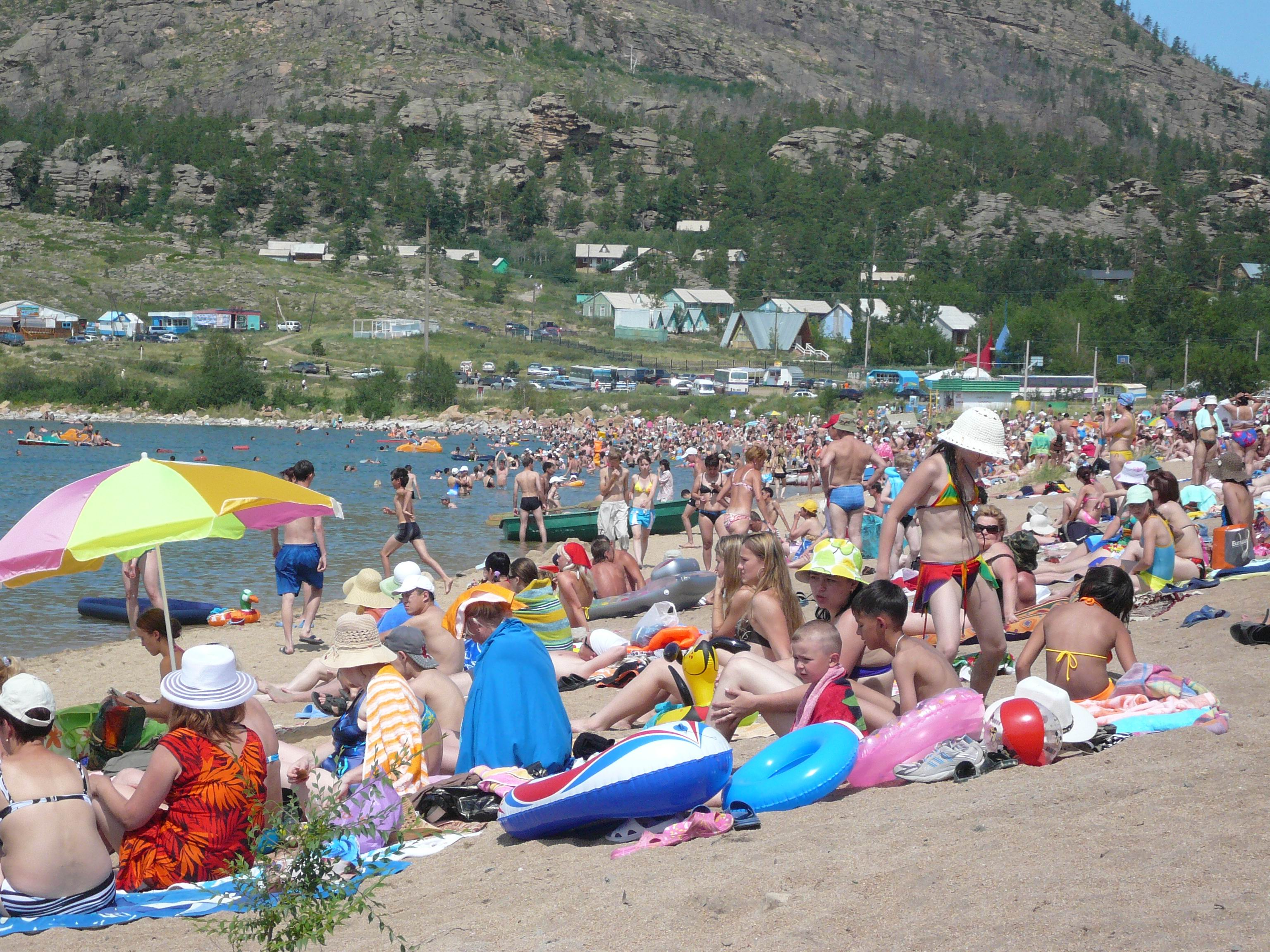
Bajanaul

### Küche

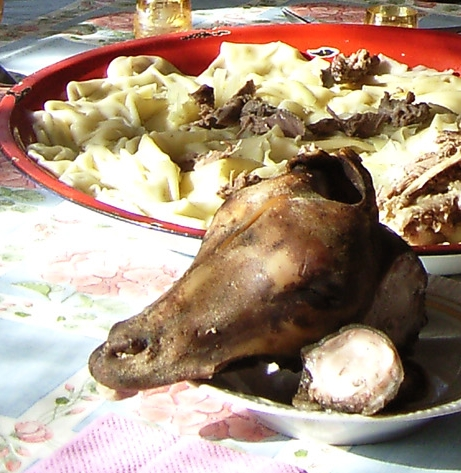
Beschbarmak mit Schafskopf für besondere Anlässe

## Kultur